# Storia dei New York Jets

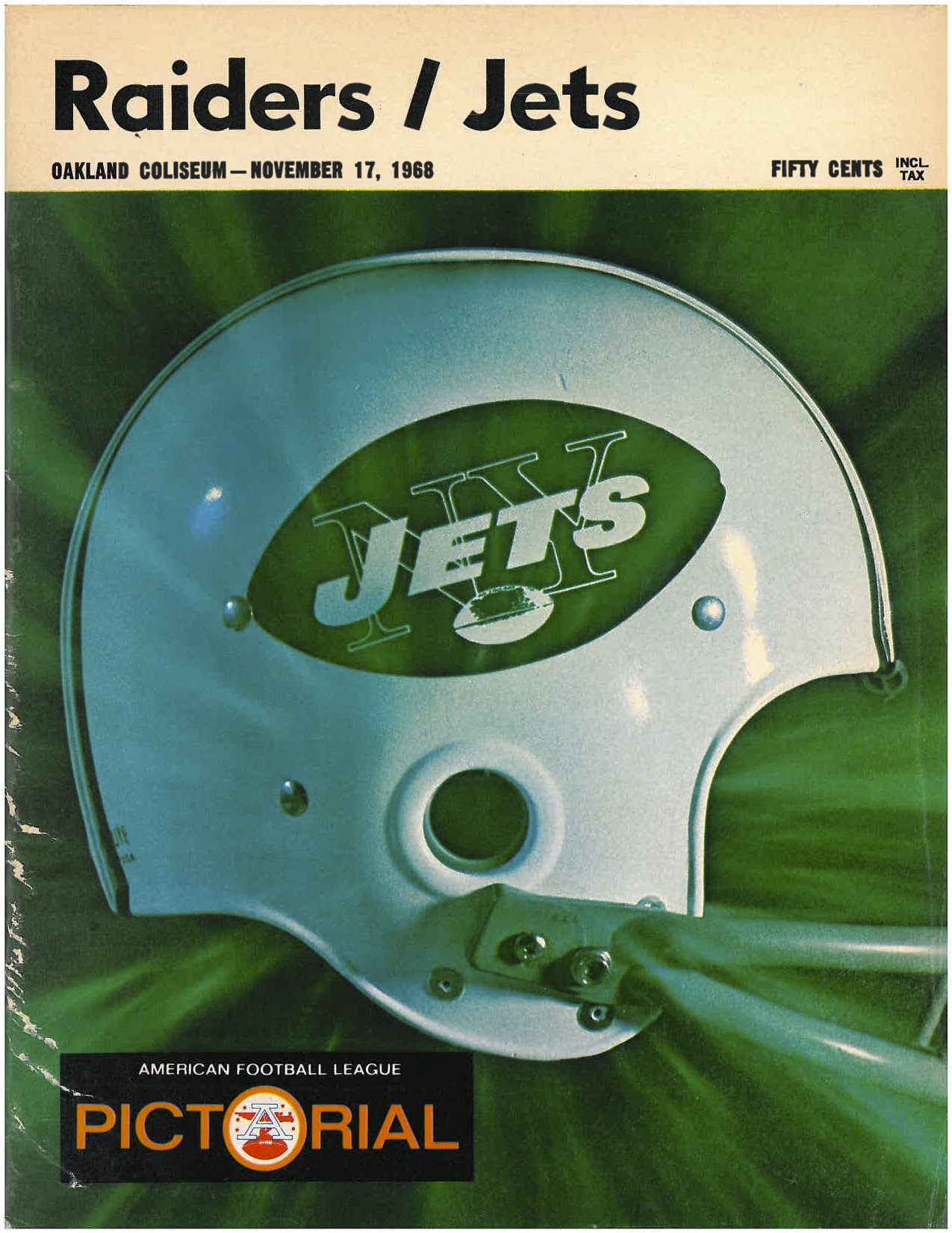
Il programma di una gara del 1968, raffigurante il casco dei Jets durante i loro anni di gloria nella AFL.

La storia dei New York Jets inizia nel 1959 con la fondazione dei Titans di New York, uno dei membri originari della American Football League (AFL). La squadra ebbe poco successo nei suoi primi anni. Dopo aver giocato per tre stagioni al Polo Grounds, la franchigia cambiò il proprio nome in Jets e si trasferì nell'appena costruito Shea Stadium nel 1964. Nel gennaio 1965 firmarono dalla University of Alabama il quarterback Joe Namath con quello che allora fu un contratto record. La squadra migliorò gradualmente nel finale degli anni sessanta, terminando la prima stagione con un record positivo nel 1967 e vincendo il suo primo campionato della American Football League nel 1968. Con quella vittoria, New York si guadagnò il diritto di disputare il Super Bowl III contro i campioni della National Football League (NFL), i Baltimore Colts. I Jets sconfissero a sorpresa i Colts in quella partita e dopo di essa, la AFL fu considerata meritevole di fondersi con la NFL.
Dopo la fusione, i Jets caddero nella mediocrità; Namath fu tormentato dagli infortuni per tutto il finale della sua carriera. Nel 1981 New York si qualificò per la prima volta ai play-off nell'era post-Namath. Raggiunse la finale della American Football Conference (AFC) dove fu sconfitta in un piovoso Miami Orange Bowl dai Miami Dolphins. All'inizio della stagione 1984, la squadra iniziò a giocare al Giants Stadium in New Jersey. La stagione 1986 partì con un record di 10-1 ma seguirono sconfitte in tutte le ultime cinque gare della stagione regolare e nei play-off l'eliminazione dopo un doppio tempo supplementare contro i Cleveland Browns.
Nelle successive undici stagioni, i Jets ebbero un successo limitato, raggiungendo i play-off solo una volta, mentre ebbero un disastroso record di 1-15 nel 1996. L'anno successivo, i Jets assunsero l'allenatore due volte vincitore del Super Bowl Bill Parcells. Il nuovo allenatore nel 1998 guidò la squadra alla sua migliore stagione dalla fusione delle due leghe, con un record di 12-4 e la qualificazione alla finale della AFC, dove persero contro i Denver Broncos. I Jets raggiunsero cinque volte i play-off negli anni 2000, il loro massimo in un decennio. Nel 2009 e 2010 raggiunsero due finali della AFC consecutive, perdendo contro Indianapolis Colts e Pittsburgh Steelers. Nel 2010 la squadra iniziò a giocare nel MetLife Stadium, costruito nei pressi del demolito Giants Stadium.

## Origini e anni al Polo Grounds (1959-1964)

### Organizzazione e prima stagione
Nel 1959 i giovani petrolieri Lamar Hunt e Bud Adams cercavano di creare una franchigia nella National Football League, ma si scontrarono con il fatto che le squadre di espansione avrebbero dovuto avere il beneplacito di tutti i proprietari delle franchigie già esistenti e che quindi avrebbero avuto ben poche possibilità di riuscirvi. I due cercarono di acquisire i Chicago Cardinals, con l'intenzione di trasferirli a Dallas, ancora senza una squadra nella NFL. Il comproprietario dei Cardinals Walter Wolfner, che possedeva la squadra assieme alla moglie, Violet Bidwill Wolfner, non intendeva però cedere le sue quota di maggioranza. Durante la discussioni, Walter Wolfner menzionò i nomi di altri ricchi imprenditori che avevano cercato di acquisire i Cardinals. Nel volo di ritorno, Hunt e Adams decisero di reclutare queste persone e di fondare una nuova lega di football professionistico.
L'avvocato di New York William Shea stava cercando di creare la Continental League, una lega rivale della Major League Baseball. Hunt si incontrò con lui e Shea suggerì Harry Wismer, un azionista di minoranza sia dei Washington Redskins che dei Detroit Lions, come potenziale proprietario della franchigia di New York per la loro nuova lega. Wismer all'epoca si stava scontrando con il proprietario di maggioranza dei Redskins, George Preston Marshall, e si rese conto che non avrebbe mai posseduto la franchigia di Washington. Wismer, benché facoltoso, non era nemmeno lontanamente ricco come gli altri potenziali proprietari delle franchigie.

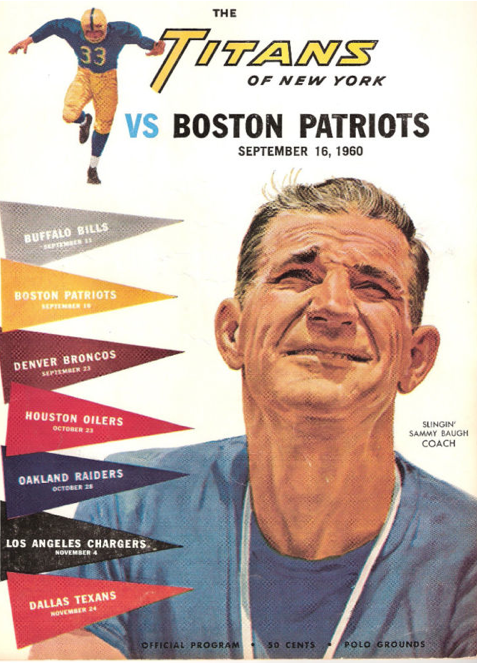
La copertina di un programma dei Titans del 1960, raffigurante l'allenatore Sammy Baugh. Ebbe un record del 50% di vittorie con la squadra, per 35 anni il migliore della franchigia.

Il 14 agosto 1959 la lega tenne un incontro organizzativo e annunciò i suoi piani; otto giorni dopo proclamò il suo nome: American Football League (AFL), la quarta lega ad assumere quella denominazione. Il 24 novembre 1959 la AFL tenne il suo primo draft; i "Titans of New York", come era stata chiamata la franchigia assegnata a Wismer, scelsero il quarterback da Notre Dame George Izo come sua loro scelta. La lega annunciò una politica, formulata da Wismer, per cui avrebbe negoziato un contratto televisivo che avrebbe dovuto coprire tutte le squadre presenti, la prima a fare ciò. Il 7 dicembre, i Titans assunsero Steve Sebo come general manager. Sebo era appena stato licenziato come allenatore della University of Pennsylvania, malgrado l'avere portato i Quakers al titolo della Ivy League. Il 17 dicembre i Titans annunciarono in una conferenza stampa che «uno dei più grandi nomi della storia del football» sarebbe presto stato nominato loro capo-allenatore. Anche se Wismer era solito alle iperboli, in questo caso si rivelò la verità: New York convinse l'ex stella della NFL, il quarterback e punter Sammy Baugh ad accettare l'incarico. Dal suo ritiro come giocatore, Baugh aveva allenato la piccola Hardin-Simmons University, dove costruì una solida squadra che raggiunse il Sun Bowl nel 1958. Prima di apparire in conferenza stampa chiese un salario di 60.000 dollari per il 1960, venendo accontentato.
Wismer cercò un posto in cui far giocare la propria squadra ma trovò disponibile solo il decrepito Polo Grounds, che era senza un occupante dalla partenza della squadra di baseball dei New York Giants nel 1957. Lo stadio si trovava a nord di Manhattan, tra il fiume Harlem e lo Yankee Stadium, dove giocava la squadra NFL dei New York Giants.
Baugh invitò cento giocatori al primo campo di allenamento dei Titans, che aprì all'Università del New Hampshire il 9 luglio 1960. Dal momento che molti giocatori della NFL venivano svincolati durante i loro training camp, molti furono invitati a quello dei Titans o dalle altre squadre della AFL per arrivare a comporre il roster finale di 35 uomini. La prima gara di pre-stagione del club ebbe luogo il 6 agosto 1960, contro i Los Angeles Chargers al Los Angeles Memorial Coliseum. I Titans calciarono il kickoff della partita e il running back dei Chargers Paul Lowe ritornò il calcio per 105 yard in touchdown. New York perse per 27-7. L'11 settembre 1960, la gara di apertura della stagione regolare si svolse sotto un violento acquazzone, ciò che rimaneva dell'Uragano Diana. L'acqua allagò il campo di gioco che aveva un cattivo drenaggio. L'attacco dei Titans fu meno disturbato dal fango di quanto non lo fosse quello della squadra ospite, i Buffalo Bills. I Titans vinsero la partita con un punteggio di 27-3 davanti a una folla di 9.607 persone (5.727 paganti). La settimana successiva, New York disputò un'altra sfida casalinga, contro i Boston Patriots. Fu la prima di molte occasioni in cui la squadra si trovò a perdere una partita dopo essere stata nettamente in vantaggio I Titans guidavano per 24-7 nel secondo tempo ma il vantaggio si assottigliò fino al 24-21, con New York che calciò un punt con pochi secondi al termine. Il punter, Rick Sapienza, commise un fumble durante lo snap che i Patriots recuperarono nella end zone segnando il touchdown della vittoria. La settimana successiva, coi Titans che affrontavano in trasferta i Denver Broncos, New York bloccò un punt nell'ultima giocata, vincendo la partita. Nel quarto turno, New York era in vantaggio di due punti quando commise un fumble contro i Dallas Texans. I Titans recuperarono il pallone e vinsero ma la ABC tagliò il finale della gara per mostrare uno special della Disney. Molti telespettatori contattarono l'emittente lamentandosi.
Cinque settimane dopo l'inizio della stagione, la guardia Howard Glenn si ruppe il collo durante una sconfitta contro gli Houston Oilers e morì poche ore dopo, diventando il primo giocatore della storia del football professionistico a morire per un incidente in campo. New York soffrì altri infortuni col procedere della stagione e Wismer non disponeva dei soldi per sostituire i giocatori infortunati. Diversi atleti dovettero giocare sia in attacco che in difesa. Wismer aveva fatto in modo che i Titans giocassero tre gare prima dei loro rivali cittadini, i Giants, in casa, per iniziare la stagione. Questo significava che Titans dovevano giocare le tre ultime gare dell'anno in trasferta e Wismer affermò di avere perso 150.000 dollari per quei viaggi. I Titans conclusero la loro prima stagione con un record di 7-7; secondo i dati pubblicati dalla squadra, ebbero una media di 16.375 spettatori a partita. Questo proclama fu ridicolizzato dalla stampa di New York, che affermò che i tifosi si erano travestiti da seggiolini vuoti. Il New York Times stimò che la squadra perse 450.000 dollari quella stagione; nella sua autobiografia, Wismer portò quella cifra a 1,2 milioni di dollari.

### Bancarotta e ripresa

Il trasferimento nell'allora moderno Shea Stadium, come il Flushing Stadium fu chiamato, con la sua promessa di ampie sale di svago e ristoranti, dal decrepito Polo Grounds, divenne un'importante fonte per i guadagni dei Titans tramite le vendite dei biglietti.

La città di New York propose di costruire un nuovo stadio per la sua futura franchigia di baseball nella Continental League. Quando quella lega si dissolse e alla città era stata assegnata una franchigia, denominata New York Mets, nella National League, i piani sul nuovo stadio continuarono. Wismer sperò che i Titans potessero giocarvi e che fosse costruito a Flushing Meadows nel Queens per l'inizio della stagione 1961 ma difficoltà nei finanziamenti e problemi legali rallentarono la costruzione. Wismer firmò un memorandum alla fine del 1961, anche se non era soddisfatto dei termini, che davano l'uso esclusivo ai Mets fino alla fine della loro stagione e non davano ai Titans alcuna rendita dai parcheggi. Secondo il dottore della squadra James Nicholas "l'accordo firmato da Harry costò molto alla squadra. Portò (il successivo proprietario) Leon Hess a trasferirsi alle Meadowlands". Lo Shea Stadium, come divenne noto, non aprì fino al 1964.
New York sperò di migliorare le proprie sorti tramite il draft AFL ma la maggior parte dei giocatori scelti dai Titans firmò con squadre della NFL. La squadra vinse una sola partita nella pre-stagione, davanti a una folla di 73.916 spettatori contro i Patriots a Filadelfia – biglietti gratis furono donati a chi avesse speso dieci dollari all'Acme Market. L'editorialista del New York Times Howard Tuckner descrisse il pubblico come "presumibilmente ben nutrito". La stagione 1961, che terminò con un bilancio di 7-7, fu segnata da difficoltà finanziarie, dal momento che gli stipendi di molti giocatori lievitarono; i membri della squadra impararono a precipitarsi in banca non appena ricevuto il loro compenso. Alla fine della stagione, Wismer annunciò che Clyde "Bulldog" Turner sarebbe stato il capo-allenatore dei Titans nel 1962. Baugh aveva un contratto anche per il 1962 e avrebbe dovuto essere pagato a meno che si fosse fatto da parte egli stesso. Anche se Wismer non licenziò Baugh, non gli disse nemmeno dove si sarebbe svolto il training camp del 1962. Baugh si presentò comunque e trascorse diversi giorni a comportarsi come l'allenatore del kicking team prima che Wismer giungesse alla conclusione che non si sarebbe fatto da parte. Il proprietario alla fine giunse all'accordo che gli avrebbe pagato il salario del 1962 su base mensile, malgrado Baugh in seguito affermò di non essere mai stato pagato. Il record complessivo di 14-14 sarebbe rimasto il migliore per un allenatore dei Titans/Jets fino a quando Bill Parcells fece meglio nel periodo 1997-1999. A fine anno, Wismer sperò di portare una stella al Polo Grounds scegliendo nel draft il vincitore dell'Heisman Trophy Ernie Davis da Syracuse ma questi fu invece scelto dai Bills, firmò per la NFL e morì di leucemia senza avere disputato una sola gara nel football professionistico.

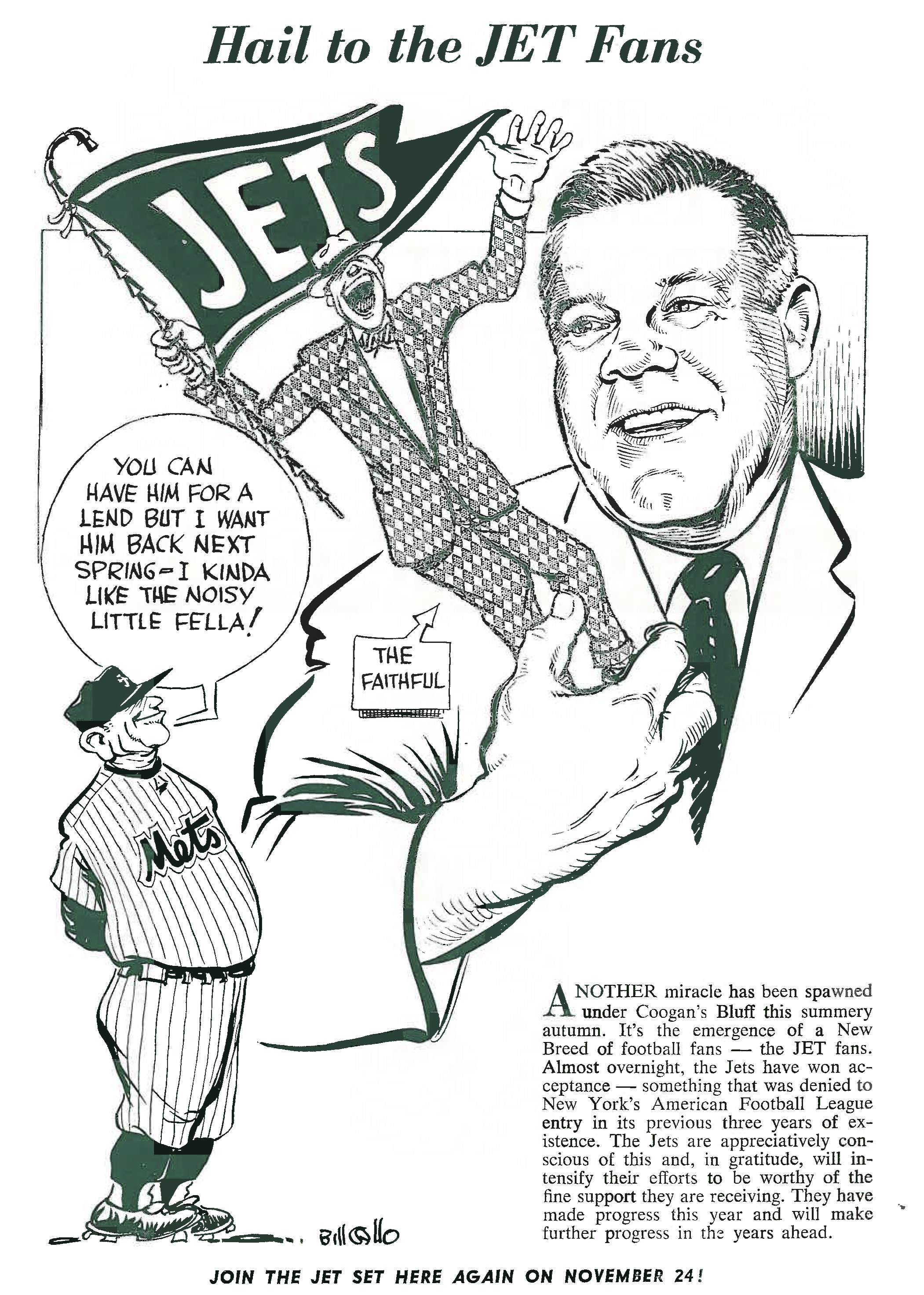
Il manager dei Mets Casey Stengel incita i tifosi ad avere fiducia nel nuovo allenatore dei Jets Weeb Ewbank in questa vignetta di Bill Gallo per una pubblicità dei Jets nel loro programma, 1963.

Turner non aveva mai svolto il ruolo di allenatore in precedenza; trovò una squadra convinta che Baugh fosse stato trattato malamente da Wismer ed ebbe difficoltà a far compattare i giocatori. Dopo che la squadra disputò le prime partite a Oakland e a San Diego (dove i Chargers si erano trasferiti), questa tornò a casa senza essere stata pagata. I giocatori rifiutarono di allenarsi, anche se si allenarono privatamente il venerdì. Volarono così a Buffalo e superarono i Bills ancora senza vittorie. L'attenzione pubblica a New York era concentrata sulle squadre già presenti lì, oltre che sui Mets, che malgrado i pessimi risultati sul campo attrassero un folto seguito di tifosi. I Titans ricevettero poca pubblicità e richiamarono solo 4.719 tifosi nel debutto casalingo contro Denver. Dovettero attendere fino al termine della stagione dei Mets per potere utilizzare il Polo Grounds. I Broncos sconfissero i Titans, 32-10, in una gara in cui il quarterback dei Titans Dean Look subì un infortunio che pose fine alla sua carriera. I problemi finanziari e sul campo per New York proseguirono anche nell'ottobre 1962 e all'inizio di novembre, Wismer informò il Commissioner della AFL Joe Foss di non disporre più dei soldi necessari per proseguire le operazioni. La lega si assunse il compito di gestire la squadra fino al termine della stagione 1962; Wismer rimase al potere solo formalmente. La franchigia ebbe poco successo in campo (la migliore partita fu una vittoria per 46-45 su Denver il Giorno del Ringraziamento), terminando l'annata con un record di 5-9.
Wismer acconsentì a vendere la squadra ma tentò di impedire che prima venisse dichiarata bancarotta. Affermò che il trasferimento allo Shea Stadium avrebbe portato sufficienti incassi a rendere la franchigia profittevole. Un giudice diede alla lega l'autorità di vendere la squadra a un consorzio di cinque persone formato da David A. "Sonny" Werblin, Townsend B. Martin, Leon Hess, Donald C. Lillis e Philip H. Iselin. La cessione fu approvata dal tribunale il 15 marzo e completata il 28 marzo 1963. Il prezzo fu di un milione di dollari.
Il 15 aprile 1963, la squadra nominò Wilbur "Weeb" Ewbank come proprio capo-allenatore e general manager. Ewbank aveva vinto due campionati NFL consecutivi nel 1958 e 1959 alla guida dei Baltimore Colts ed era uno degli allenatori più rispettati in circolazione. I Colts lo avevano licenziato in favore di Don Shula, un trentatreenne senza esperienza. Werblin annunciò inoltre un nuovo nome per la sua squadra, i Jets, che aveva scelto da una lista di 500 suggerimenti avanzati da "amici, nemici e agenzie pubblicitarie". Il nuovo nome fu preferito a Dodgers, Borros e Gothams. I colori della squadra furono cambiati in verde e bianco. In un comunicato stampa, spiegò così la sua decisione:
"Il sito del nuovo stadio si trova tra i due maggiori aeroporti di New York, simboli di velocità, modernità, che hanno influenzato la scelta del nuovo nome, "Jets". Per riflettere lo spirito di questi tempi e le speranze di tutti i giocatori coinvolti, gli allenatori e dei proprietari di dare a New York un'altra squadra meritevole. I nuovi colori sono il verde e il bianco per le stesse ragioni, oltre al fatto che nel corso delle ere, il verde ha sempre avuto il significato di speranze, freschezza e ottimismo".

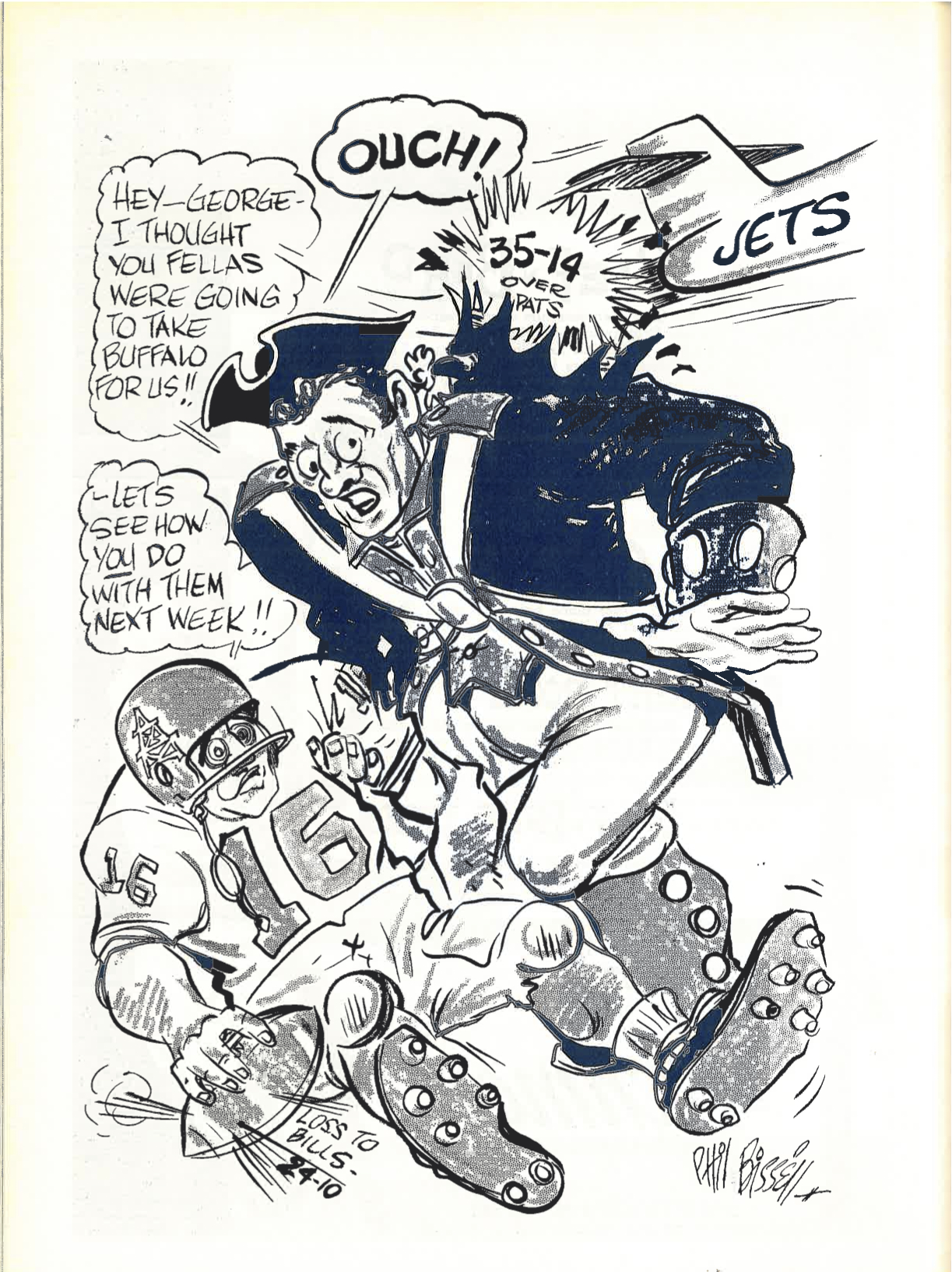
La mascotte di Boston, Pat Patriot, viene bombardata dai Jets mentre si lamenta con il quarterback degli Houston Oilers George Blanda per non avere battuto i Buffalo Bills; di Phil Bissell per il programma della gara Chargers/Patriots del 6/11/64.

I nuovi proprietari si trovarono ad affrontare una situazione caotica. La squadra aveva pochi giocatori sotto contratto e aveva fatto pochi sforzi per firmare i giocatori scelti nel draft, la maggior parte dei quali aveva finito per firmare per la NFL. La lega tentò di rafforzare i Jets e gli Oakland Raiders permettendo loro di scegliere giocatori dalle altre sei squadre e dando loro la possibilità di firmare giocatori svincolati dai roster della NFL. Ewbank, che aveva scoperto il grande Johnny Unitas a un provino dei Colts, tenne dei provini anche per i Jets. Solo sette dei partecipanti furono poi invitati al training camp e uno, Marshall Starks, fu aggregato alla seconda squadra. A metà luglio, fu annunciato che i Jets non si sarebbero trasferiti allo Shea Stadium fino al 1964.
Malgrado i problemi estivi, New York competé per la prima volta per il titolo di division in una debole AFL East durante la stagione 1963. A inizio dicembre, i Jets si trovavano su un bilancio di 5-5–1 dovendo giocare a Buffalo con i Bills che si trovavano solo mezza gara indietro in classifica. I Jets furono sconfitti, 45-14, e persero anche le due gare finali, terminando con un record di 5-8–1. Malgrado avessero attirato complessivamente solo 100.000 spettatori al Polo Grounds in sette partite, vendettero velocemente 17.500 biglietti per la prima gara stagionale allo Shea Stadium. I running back Matt Snell fu scelto nel draft da entrambe le squadre di New York, optando per firmare coi Jets. Il 12 settembre 1964, i ragazzi di Ewbank disputarono la gara di debutto allo Shea Stadium, sconfiggendo Denver 30-6 davanti a una folla 52.663 spettatori, superando il record di pubblico a una gara della AFL di quasi 20.000 spettatori. L'8 novembre 1964, sia i Jets che i Giants disputavano le proprie gare in casa; entrambe fecero registrare il tutto esaurito e i Jets attirarono 61.929 tifosi. I Jets ebbero un record casalingo di 5-1–1 nel 1964, ma persero tutte le sette gare in trasferta, terminando di nuovo sul 5-8–1.
A stagione conclusa, l'ovvia prima scelta assoluta del draft di entrambe le leghe era il quarterback di Alabama Joe Namath. Gli Houston Oilers, che avevano terminato all'ultimo posto AFL East, detenevano la prima scelta del draft AFL. Sia gli Oilers che i Jets si resero conto che Jets avevano nettamente più probabilità di firmare Namath in competizione con l'altra squadra della NFL che lo avrebbe scelto nel draft (e che si sarebbero rivelati i St. Louis Cardinals), così i Jets riuscirono ad acquisire la prima scelta. Né i Jets né i Cardinals avrebbero potuto ottenere formalmente i servigi di Namath finché Alabama avesse disputato l'ultima gara stagionale, l'Orange Bowl, il 1º gennaio 1965. Sia i Jets che i Cardinals intavolarono trattative col rappresentante di Namath e quando il prezzo si fece troppo alto per i Cardinals, i Giants segretamente acquisirono i diritti su Namath nella NFL. Uno degli storici allenatori dei Jets, Walt Michaels, ammise che i Jets avevano fatto firmare un contratto a Namath giorni prima della partita. Il 2 gennaio 1965, i Jets tennero una conferenza stampa in cui annunciarono l'acquisizione di Namath.

## L'era di "Broadway Joe" (1965-1976)

### La strada verso il Super Bowl III

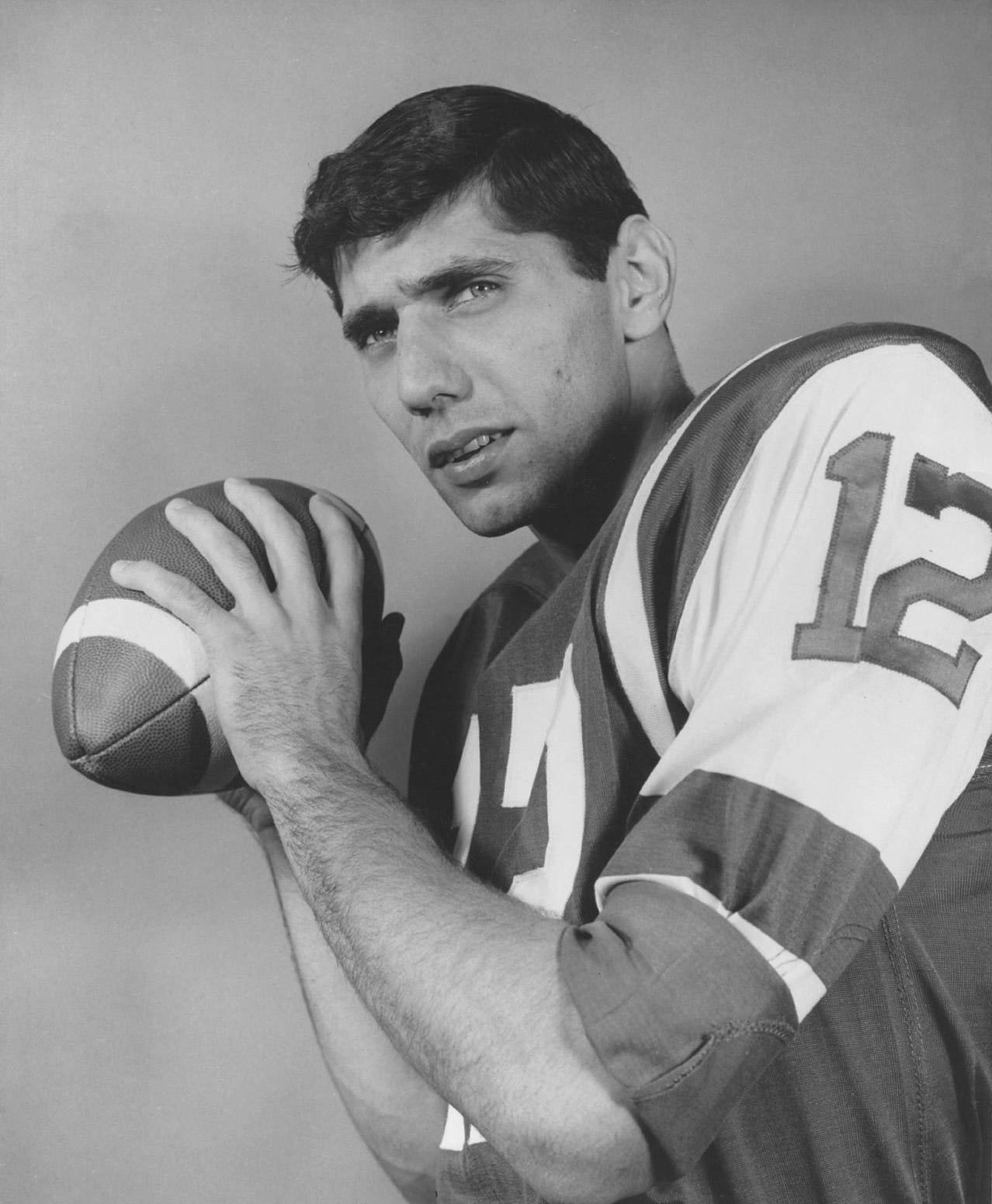
Namath nel 1965.

Namath non partì come titolare nell'Orange Bowl del gennaio 1965 a causa di un problema al ginocchio. Entrò dalla panchina nel secondo quarto con Alabama in svantaggio di due touchdown, guidando quasi la sua squadra alla vittoria. Malgrado la sconfitta fu premiato come miglior giocatore dell'incontro. Il giorno successivo, Namath firmò ufficialmente per New York con un contratto allora senza precedenti di 427.000 dollari per tre anni. Il contratto includeva anche dei bonus in base alle prestazioni e un bonus alla firma. I Jets erano a conoscenza dei problemi al ginocchio di Namath, ma quando il medico della squadra Nicholas lo esaminò nella sala d'attesa del party tenuto per celebrare la sua firma, disse al quarterback che se avesse saputo che le sue ginocchia erano così malridotte, avrebbero consigliato a Werblin di non firmarlo. La decisione dei Jets di fare operare chirurgicamente Namath attrasse un particolare interesse nell'opinione pubblica: i media chiesero di potere fotografare l'operazione ma il permesso fu loro negato. I Jets cercarono di coprirsi le spalle ingaggiando altri tre quarterback per una spesa complessiva di 400.000 dollari, incluso il quarterback di Notre Dame e vincitore dell'Heisman Trophy John Huarte. Le luci della ribalta si accesero subito su Namath, che divenne conosciuto per il suo stile di vita da playboy e fu soprannominato "Broadway Joe".

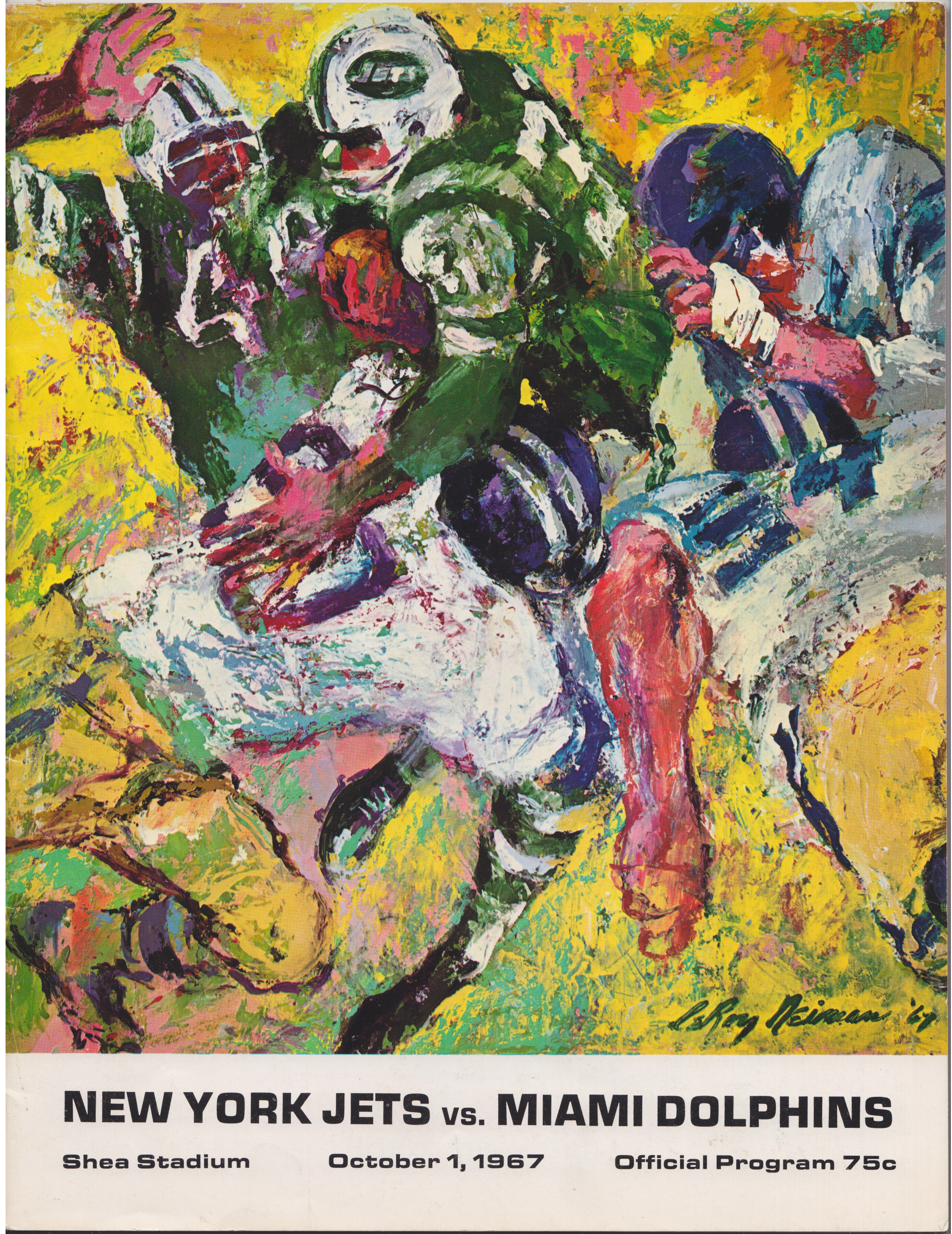
Il programma di una gara (disegno di Leroy Nieman) contro i Miami Dolphins, 1º ottobre 1967.

Ewbank passò tutto il training camp con il quarterback Mike Taliaferro come titolare e deluse la folla del Rice Stadium di Houston tenendo Namath in panchina nella prima gara della stagione. L'allenatore sentiva che Namath non sarebbe stato pronto per diverse altre settimane ma Werblin intervenne. Joe debuttò nella AFL contro i Kansas City Chiefs (gli ex Dallas Texans) e fu il quarterback titolare la settimana successiva contro i Buffalo Bills. La prestazione di Namath non fu entusiasmante, ma a fine stagione fu comunque premiato come rookie dell'anno della AFL. La squadra terminò ancora con un record di 5-8-1. All'inizio del 1966, i Jets cercarono di migliorare sul campo grazie alla guida di Namath, che li portò a un bilancio di 6-6-2. Quella stagione, NFL e AFL annunciarono la loro fusione che sarebbe divenuta effettiva a partire dal 1970. Una finale (che avrebbe preso il nome di Super Bowl) si sarebbe tenuta a fine anno tra i campioni delle due leghe fino all'avvenuta fusione.
Nel 1967 Namath lanciò l'allora record di 4.007 yard e i Jets ebbero la loro prima annata con un bilancio positivo, 8-5–1. Rimasero in testa alla division finché il running back Emerson Boozer si infortunò contro i Chiefs il 6 novembre, cosa che concesse alle difese avversarie di concentrarsi solo sui lanci del quarterback.
Nel 1968 i comproprietari di Werblin gli diedero un ultimatum – comprare l'intera squadra o farsi da parte. Questi scelse la seconda opzione, guadagnando 1,4 milioni dopo un investimento di 250.000 dollari nel 1963. Prima della partenza di Werblin, i Jets considerarono di licenziare Ewbank. Provarono ad assicurarsi l'allenatore dei Green Bay Packers Vince Lombardi, ma questi decise di rimanere a Green Bay per un'altra stagione. La stagione iniziò con tre gare in trasferta a causa degli impegni dei Mets allo Shea Stadium. I Jets salirono in vetta alla AFL East; persero solo due gare a metà novembre e costruirono un vantaggio di tre partite sulla seconda in classifica, Houston. La successiva gara di New York fu a Oakland. In quella che in seguito venne conosciuta come Heidi Game, i Jets erano in vantaggio per 32-29 a 68 secondi dal termine ma permisero ad Oakland di segnare due touchdown e persero la gara. Tuttavia, quei touchdown non furono visti dalla maggior parte degli spettatori nazionali, poiché la ABC alle 19:00 passò a trasmettere lo sceneggiato televisivo di Heidi. Ad ogni modo, i Jets vinsero tutte le gare rimanenti e terminarono con un record di 11-3. Nei playoff, i Jets si vendicarono dei Raiders nella finale del campionato AFL allo Shea Stadium, vincendo per 27-23, in una gara in cui Namath passò tre touchdown, incluso quello della vittoria per Don Maynard nel quarto periodo.

### Il Super Bowl III
Nel Super Bowl al Miami Orange Bowl il 12 gennaio 1969, i Jets affrontarono il Baltimore Colts, che avevano dominato la NFL con un record di 13-1. In 14 gare di stagione regolare, questi avevano subito solo 144 punti. L'unica sconfitta era giunta per mano dei Cleveland Browns, che avevano poi sconfitto per 34-0 nella finale del campionato NFL 1968. Il bookmaker Jimmy "The Greek" Snyder aveva proclamato i Colts favoriti per 17 punti sui Jets. Il principale giornalista di Sports Illustrated, Tex Maule, predisse un 43-0 in favore dei Colts. I primi due Super Bowl erano stati dominati dai campioni della NFL, i Green Bay Packers; la maggior parte dei giornalisti si aspettava che i Colts avrebbero battuto facilmente i Jets.

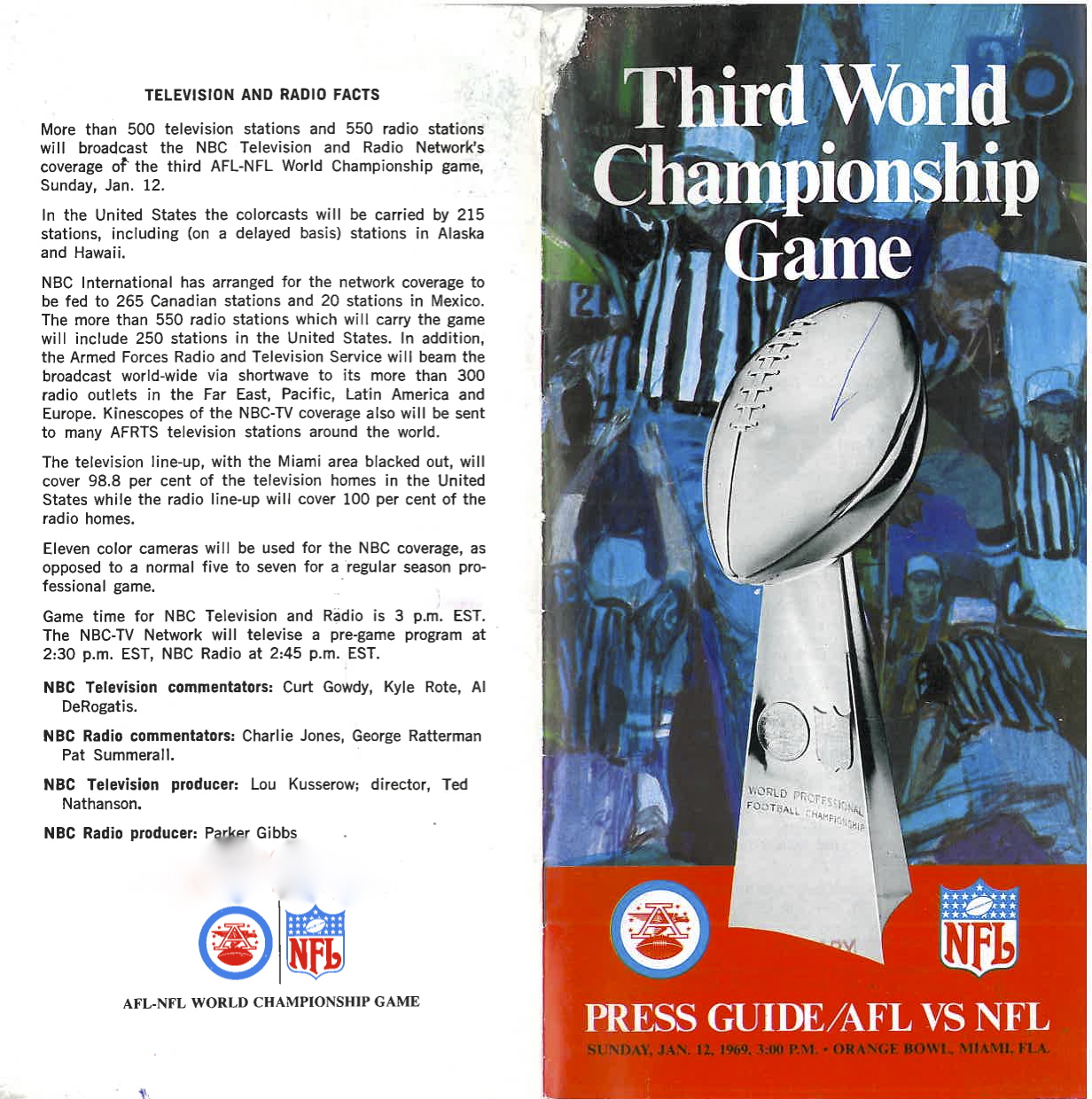
La guida per la stampa del Super Bowl III.

Sin dal suo arrivo a Miami, Namath si era espresso sulle possibilità dei Jets di vincere il Super Bowl. Affermò che c'erano cinque quarterback nella AFL migliori di quello dei Colts Earl Morrall, il quale sarebbe stato il terzo nelle gerarchie dei Jets. Si mostrò ugualmente sfacciato durante un confronto col kicker dei Colts Lou Michaels in un ristorante di Miami. Tre giorni prima della partita, durante il ritiro di un premio al Miami Touchdown Club, Namath fece l'affermazione per cui viene ricordato: "E vinceremo domenica, ve lo garantisco".
La partita fu una battaglia difensiva. Alla fine del primo tempo, i Jets erano in vantaggio per 7-0 grazie a un touchdown su corsa di Matt Snell; la difesa di New York frustrò l'attacco di Baltimore e i Colts non riuscirono a segnare malgrado diverse opportunità. Jim Turner segnò due field goal portando il risultato sul 13-0. L'allenatore dei Colts Don Shula inserì il quarterback futuro membro della Hall of Fame Johnny Unitas al posto di Morrall. Unitas inizialmente non riuscì a far muovere l'attacco dei Colts e Turner diede ai Jets un vantaggio di 16-0 col suo terzo field goal. Unitas riuscì a portare i Colts a segnare un touchdown a meno di un minuto dal termine. Un secondo drive (dopo un onside kick recuperato con successo dai Colts) andò nuovamente vicino a segnare ma non vi riuscì e i Jets consumarono il tempo rimanente vincendo per 16-7 in una delle più grandi sorprese della storia del football.
Il giornalista dello Houston Post Jack Gallagher tracciò i progressi dei Jets dai loro primi giorni alla vittoria del Super Bowl:

### Declino e partenza di Namath

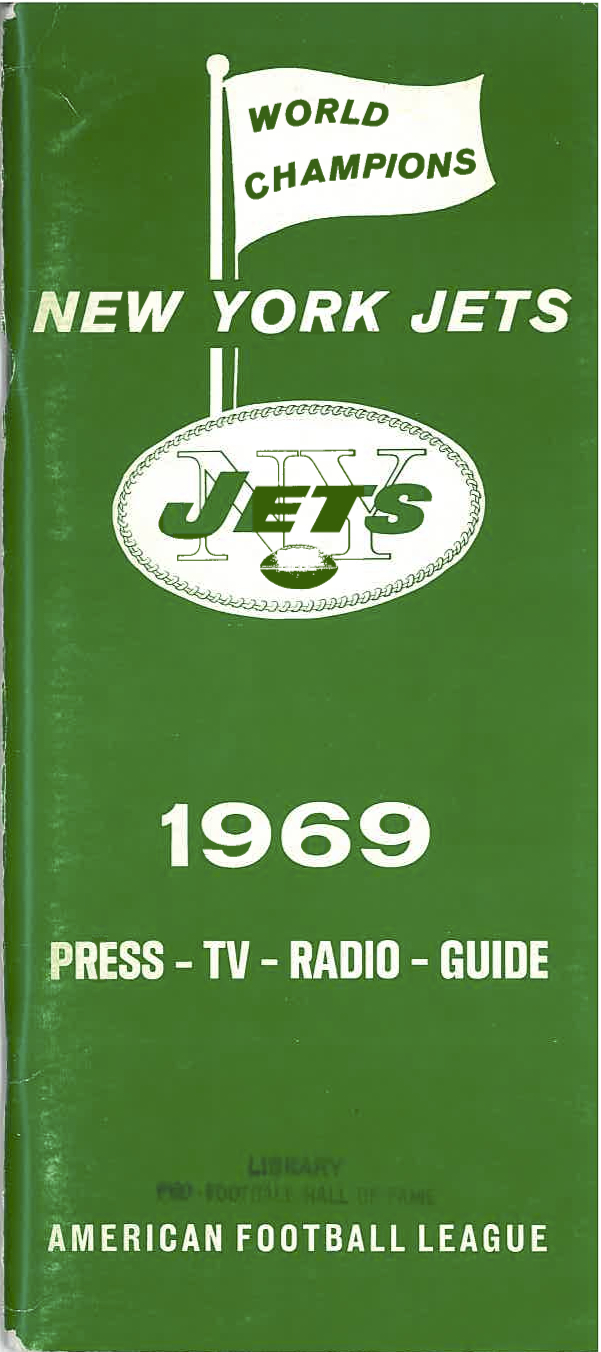
L'unica guida per la stampa dei Jets a proclamare la squadra "Campioni del mondo"

Prima dell'inizio della stagione 1969, i Jets ebbero diversi problemi. Namath, fu accusato dalla NFL che il suo bar chiamato Bachelors III fosse un ritrovo per gangster e la lega gli impose di venderlo. Invece, per un breve periodo si ritirò, ritenendo di essere stato trattato in modo ingiusto. Sei settimane dopo il suo annuncio, Namath vendette il bar e tornò con la squadra. Un certo numero di veterani del Super Bowl fu svincolato dalla squadra o ebbe delle aspre dispute contrattuali con Ewbank nel suo ruolo di general manager. Secondo il ricevitore Don Maynard, "Quando ti sbarazzi dei veterani e li sostituisci con dei rookie, il livello è destinato a scendere."
Il successo dei Jets nella firma di Namath e la crescita della squadra nelle classifiche contribuì in maniera negativa sulle annate dei loro rivali cittadini, i Giants, che avevano disputato cinque finali di campionato nei sei anni prima del 1963, ma da lì in poi avevano sofferto un declino. Il proprietario dei Giants Wellington Mara affermò: "Penso che l'inserimento dei Jets abbia contribuito alle nostre cattive annate, poiché ragionavamo solo nel breve termine piuttosto che nel lungo periodo: scambiavamo una scelta del draft per un giocatore, aspettando che avrebbe avuto ancora uno o due anni buoni. Non potevamo accettare come avrebbe reagito il pubblico se avessimo avuto uno, due o tre cattivi anni." Nel 1968 i Giants operarono uno scambio per avere la stella dei Minnesota Vikings, il quarterback Fran Tarkenton nella vana speranza che avrebbe guidato la squadra a nuovi successi e a una rivalità con Namath. Nell'agosto 1969, i Jets affrontarono i Giants in una gara di pre-stagione allo Yale Bowl. Mentre la vittoria del Super Bowl dei Jets aveva legittimato la AFL nei confronti della NFL agli occhi di molti, altri dubitavano ancora degli standard di gioco della AFL e i Jets erano dati per sfavoriti. L'allenatore dei Giants Allie Sherman approcciò la sfida come se fosse una gara di stagione regolare e i Jets schierarono i tre giocatori rimasti dall'era dei Titans per il lancio della monetina. I Jets sconfissero i Giants 37-14 e Sherman fu licenziato poche settimane dopo. Anche i coinquilini dei Jets, i Mets, vinsero il campionato; i traguardi raggiunti dalla squadra di baseball costrinsero i Jets a disputare le prime cinque partite stagionali in trasferta. La squadra si riprese da una partenza lenta e vinse il suo secondo titolo della Eastern Division consecutivo ma perse contro Kansas City nel divisional round dei playoff, 13-6.
La prima gara nella NFL dei Jets fu anche il primo Monday Night Football della storia, una sconfitta 31-21 contro i Cleveland Browns. Tre settimane dopo, affrontarono i Colts per la prima volta dopo il Super Bowl. I Jets persero sia la partita che Namath, che si fratturò un polso e rimase fuori dai giochi per tutto il resto della stagione, mentre la squadra scese a un bilancio di 4-10, il peggiore dell'era Namath. Non ebbero più un record positivo fino al 1981. Dopo sei anni con la squadra, il wide receiver George Sauer, uno dei punti forti dell'attacco, si ritirò il 16 aprile 1971. Namath si infortunò nuovamente in una gara di pre-stagione del 1971 a Tampa e perse la maggior parte della stagione. Fece ritorno il 28 novembre contro i San Francisco 49ers e lanciò tre passaggi da touchdown; i Jets persero di tre punti. La squadra terminò la stagione con un record di 6-8. Nel 1972, Namath disputò una delle migliori gare della carriera contro i Baltimore Colts: completò 15 passaggi su 28 per 496 yard e sei touchdown. Malgrado la prestazione di Namath, gli Oakland Raiders di John Madden eliminarono i Jets dalla caccia ai playoff nella penultima gara della stagione. New York concluse l'annata con un saldo di 7-7.

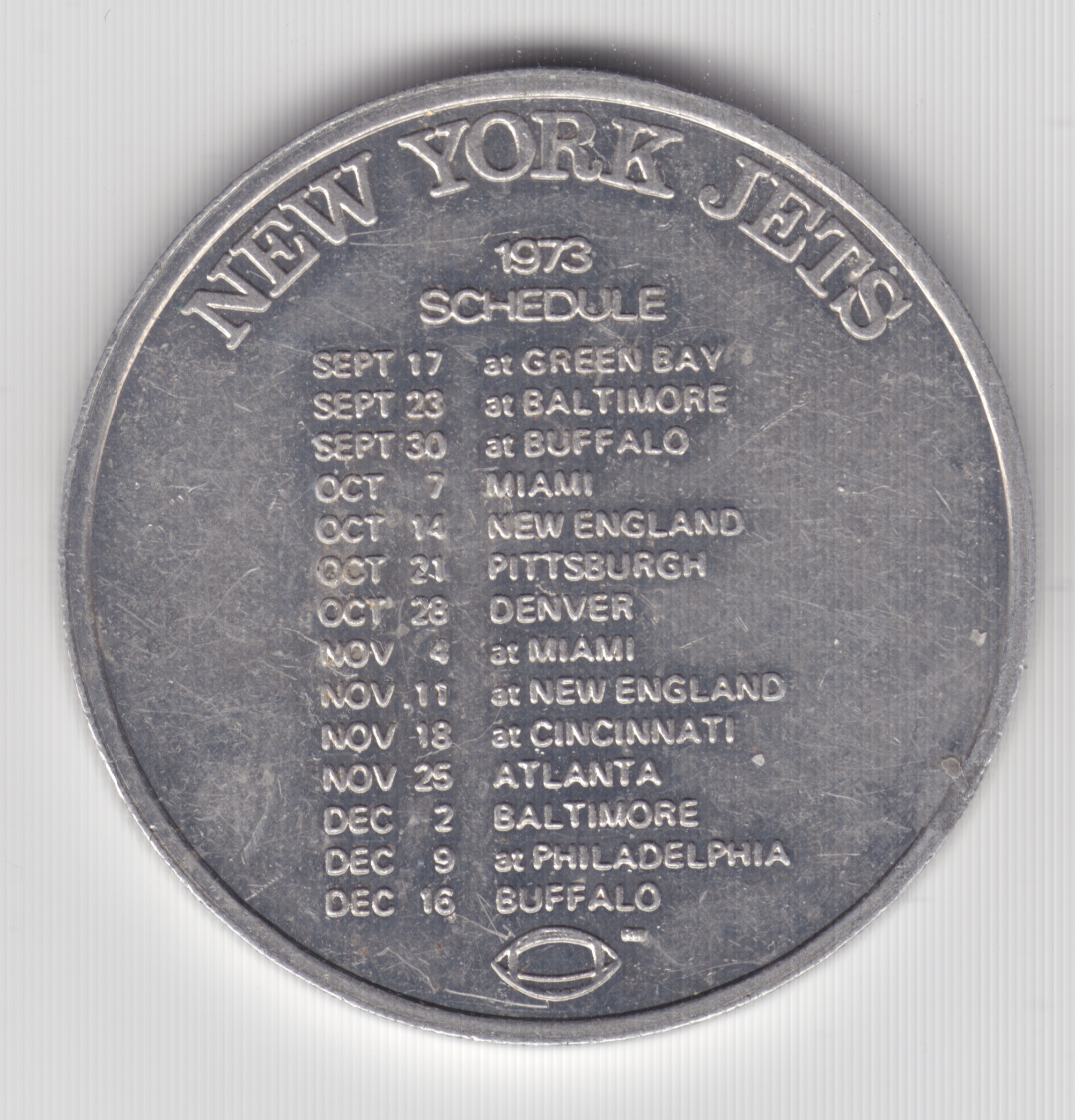
Una medaglia commemorativa del calendario del dei Jets. A causa della stagione di successo dei Mets, due gare casalinghe furono spostate più in là nella stagione e la prevista gara in casa contro gli Steelers si tenne a Pittsburgh.

Prima della stagione 1973, l'anziano Ewbank annunciò che si sarebbe ritirato come allenatore a fine stagione e come general manager dopo il 1974. I Mets a sorpresa si qualificarono per le World Series, costringendo i Jets a stare a lungo lontano dallo Shea, non vi giocarono fino alla fine di ottobre. La squadra terminò con un record di 4-10, anche se l'ultima gara della stagione attrasse un considerevole interesse da parte dei media. Questa non derivava dall'ultima partita di Ewbank ma dal running back dei Bills O.J. Simpson nel suo tentativo di diventare il primo giocatore della storia a correre 2.000 yard in una stagione. Simpson guadagnò 200 yard, terminando l'annata a 2.003. Poco dopo la fine dell'anno, la squadra assunse il genero di Ewbank, l'ex allenatore dei Cardinals Charley Winner, come capo-allenatore. Il nuovo allenatore inizialmente non tenne fede al suo cognome (Winner, vincitore): la squadra perse sette delle prime otto partite. Namath, che era rimasto tutto sommato in salute malgrado una debole offensive line, predisse che i Jets avrebbero vinto tutte le ultime sei partite. La prima vittoria ai tempi supplementari nella stagione regolare della storia della NFL, sui Giants allo Yale Bowl, e il solito elevato numero di gare in casa nel finale di stagione, aiutarono New York nella propria rimonta e la previsione di Namath ancora una volta si avverò.
Al Ward sostituì Ewbank come general manager nel 1975. I Jets vinsero tutte le quattro partite di pre-stagione, anche se lo scrittore Gerald Eskenazi, nella sua storia dei Jets, fa notare che la squadra schierò sempre i suoi titolari, mentre gli avversari misero in campo le riserve e i rookie. Quando iniziò la stagione regolare, i Jets persero sette delle prime nove partite e Winner fu licenziato. Il coordinatore offensivo Ken Shipp fu nominato allenatore ad interim e la squadra concluse con un bilancio di 3-11. Il running back John Riggins, che era divenuto il primo giocatore della storia della franchigia a correre mille yard in una stagione ed era stato convocato per il Pro Bowl, passò ai Washington Redskins dal momento che riteneva che i Jets guidati da Namath passassero il pallone troppo spesso. New York assunse l'allenatore di North Carolina State Lou Holtz. La squadra disputò la seconda di tre stagioni consecutive contro un record di 3-11 (due vittorie giunsero contro i Bills che terminarono con un record di 2-12 e la terza sulla neonata franchigia dei Tampa Bay Buccaneers che quell'anno perse tutte le partite). Holtz, che in seguito avrebbe trovato il successo a Notre Dame, si dimise a una gara dal termine della stagione, diventando l'allenatore della University of Arkansas.
Dopo la disastrosa stagione 1976, i Jets assunsero l'assistente di lunga data Walt Michaels come loro capo-allenatore. Successivamente, la squadra prese la difficile decisione di separarsi da Joe Namath, che era divenuto inefficace sul campo. Anche se le abilità di Namath come passatore erano ineguagliate, le sue ginocchia erano così malridotte da renderlo quasi immobile; Paul Zimmerman del New York Post lo soprannominò "la statua da un milione di dollari". Il tentativo della squadra di scambiarlo non ebbe successo. Il 12 maggio 1977, Namath fu svincolato dal roster. Finì col firmare coi Los Angeles Rams ma si ritirò a fine stagione.

## Ricostruzione e modesto successo (1977-1989)

### Ultimi anni allo Shea
Sentendo che dover giocare gare in trasferta fino alla conclusione della stagione dei Mets allo Shea Stadium metteva i Jets in una situazione sfavorevole, la squadra annunciò che nel 1977 avrebbe disputato in settembre due gare casalinghe nel nuovo stadio dei Giants, il Giants Stadium, situato al Meadowlands Sports Complex nel New Jersey. Iniziò una diatriba tra la città di New York e i Jets sulla questione, che si concluse con un accordo per fare disputare due gare casalinghe allo Shea a settembre alla franchigia per i sei anni rimanenti del loro leasing. Nel 1977 i Jets giocarono una gara a settembre al Giants Stadium e una il 2 ottobre allo Shea Stadium. Malgrado il favorevole accordo, i Jets vinsero solamente tre partite su quattordici. I rookie della squadra, scelti nel Draft NFL 1977, includevano sette giocatori che sarebbero partiti come titolari tra la fine degli anni settanta e l'inizio degli ottanta, come il tackle Marvin Powell, il wide receiver Wesley Walker e il defensive lineman Joe Klecko. Klecko divenne parte di una defensive line che divenne nota come New York Sack Exchange.
Nella seconda stagione di Michaels, i Jets adottarono delle nuove uniformi con un verde più chiaro e un logo più affusolato. Quando il quarterback Richard Todd si infortunò, la sua riserva Matt Robinson si dimostrò un valido sostituto che guidò New York a vincere otto delle prime quattordici partite, nel primo anno dall'ampliamento del calendario a 16 gare. La squadra però perse le ultime due partite e non si qualificò per i playoff. Michaels fu premiato come allenatore della AFC dell'anno per avere tenuto la sua squadra in lotta per i playoff così a lungo. Ci furono molte discussioni tra i media su chi avrebbe dovuto essere il titolare tra Todd e Robinson nella stagione 1979. Il primo emerse come titolare mentre Robinson si infortunò giocando a braccio di ferro nella pre-stagione. L'infortunio, e il suo tentativo di nasconderlo a Michaels, conclusero la sua carriera coi Jets. Todd guidò la squadra a un altro record di 8-8. Jimmy the Greek predisse che i Jets avrebbero disputato il Super Bowl nel 1980, ma terminarono solamente con un record di 4-12.
Vi furono delle pressioni dei tifosi sui Jets per licenziare Michaels dopo il 1980; queste aumentarono dopo tre sconfitte in tutte le prime tre gare del 1981. Malgrado ciò, Michaels descrisse la sua formazione come "da titolo, da playoff". I Jets ebbero un record parziale di 10-2–1 nelle rimanenti partite, perdendo due volte contro i Seattle Seahawks, terminando la stagione col primo record vincente e la prima qualificazione ai playoff dal 1969. La vittoria nella settimana 16 contro i Packers spedì ai playoff i Jets e diede anche ai Giants l'opportunità di qualificarsi con una vittoria contro i Chicago Bears; questa si verificò e i rivali cittadini si qualificarono per la prima volta alla post-season dal 1963. I Jets si trovarono in svantaggio coi Bills per 24-0 nel turno delle wild card e finirono col perdere 31-27, quando il potenziale drive della vittoria si interruppe dopo che Buffalo intercettò un passaggio di Todd nei pressi della end zone. Una delle armi principali dei Jets fu la loro defensive line. Mark Gastineau e Klecko misero a segno più di 40 sack complessivi.

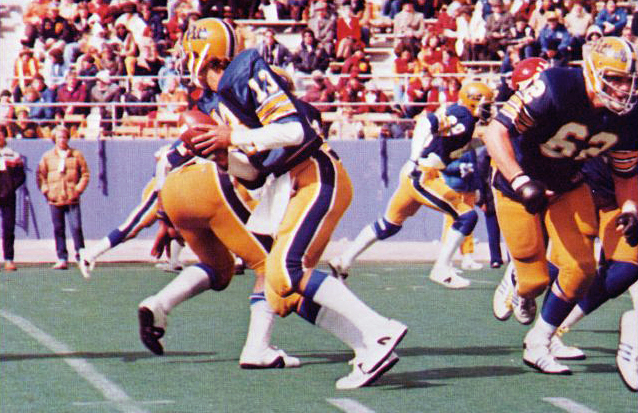
Il quarterback di Pitt Dan Marino (n.13, col pallone). New York lo snobbò nel Draft 1983 e questi sarebbe stato la nemesi dei Jets per quindic'anni.

Nella stagione accorciata per sciopero del 1982, New York terminò con un record di 6-3 e batté a sorpresa i Cincinnati Bengals nel primo turno di playoff, col running back Freeman McNeil che divenne il secondo giocatore della storia a correre 200 yard in una gara di playoff. New York poi sconfisse la squadra in possesso del miglior record della conference, i Los Angeles Raiders, 17-14, grazie a ottime prestazioni di McNeil e Wesley Walker in una gara che vide entrambe le squadre perdere diversi palloni. I Jets poi viaggiarono per affrontare i Miami Dolphins nella finale della AFC. La gara fu preceduta da una serie di temporali che trasformarono l'Orange Bowl in una pozza fangosa. I Dolphins affermarono di non possedere una copertura impermeabile e che la gestione dello stadio era a carico della Contea di Dade. Il campo fu così fu esposto alle intemperie. Il prato fangoso rallentò l'attacco di New York. In quello che fu soprannominato "Mud Bowl," nessuna delle due squadre combinò molto in attacco (entrambe guadagnarono meno di 200 yard). Al termine della sua migliore stagione, Todd subì cinque intercetti, l'ultimo dei quali su un passaggio deviato recuperato da linebacker A.J. Duhe che segnò un costoso touchdown che portò in svataggio New York per 14-0 nell'ultimo periodo, venendo infine sconfitta da Miami. Il 9 febbraio 1983, Michaels annunciò le proprie dimissioni e il giorno successivo i Jets promossero il coordinatore offensivo Joe Walton al ruolo di capo-allenatore.
Nei primi mesi della gestione di Walton come capo-allenatore, la squadra prese una decisione che sarebbe stata discussa e criticata a lungo. Nel primo giro del Draft NFL 1983, New York selezionò il quarterback Ken O'Brien. Con questa mossa, i Jets snobbarono il talento della University of Pittsburgh, il quarterback Dan Marino, che avrebbe avuto una carriera da Hall of Fame coi Dolphins e sarebbe stato spesso una spina nel fianco per i Jets. La stagione 1983 partì con aspettative elevate, ma i Jets terminarono con un record di 7-9. Il contratto con lo Shea Stadium sarebbe dovuto scadere alla fine della stagione 1983; il proprietario di maggioranza dei Jets e il Sindaco di New York Ed Koch tentarono di negoziarne uno nuovo. La franchigia desiderava che la città ristrutturasse lo stadio, portando la sua capacità a 67.000 posti. Hess sentì che Koch non era interessato ai Jets (in sei anni come Sindaco aveva seguito una sola partita della squadra, andandosene in anticipo). I negoziati raggiunsero una situazione di stallo e, nell'ottobre 1983, l'organizzazione annunciò che si sarebbe trasferita al Giants Stadium a partire dalla stagione 1984.

### Primi anni alle Meadowlands

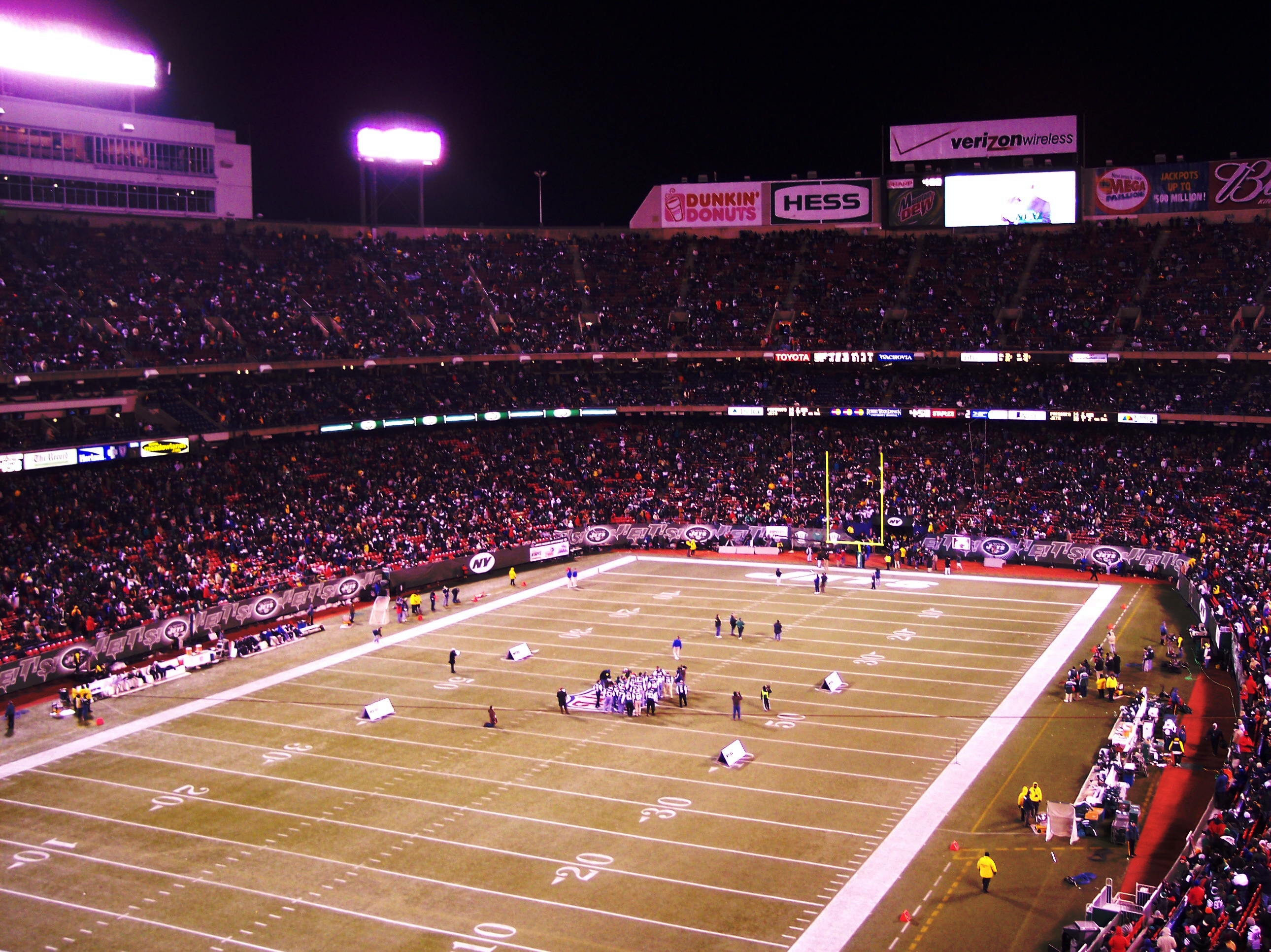
Una gara notturna dei Jets al Giants Stadium, la loro casa dal 1984 al 2010.

Hess acquisì la piena proprietà dei Jets il 9 febbraio 1984, quando Helen Dillion gli cedette il 25% delle sue quote. Prima dell'inizio della stagione, New York scambiò il quarterback Richard Todd coi New Orleans Saints e iniziò la sua stagione col veterano Pat Ryan come quarterback titolare; O'Brien trascorreva la maggior parte dei suoi giorni a testimoniare riguardo a una rissa scoppiata in un nightclub chiamato Studio 54, in cui sarebbero stati presenti dei giocatori dei Jets e che secondo alcuni sarebbero stati anche coinvolti. I Jets ebbero la seconda stagione mediocre consecutiva, terminando con un record di 7-9, malgrado un ottimo inizio di 6-2.
Nel 1985 i Jets fecero registrare un record di 11-5 e si qualificarono per i playoff, ospitando la prima gara della post-season in quattro anni. Furono sconfitti dai futuri campioni della AFC, i New England Patriots dopo avere perso quattro palloni. Cercando di migliorare la prestazione del 1985, i Jets iniziarono la stagione 1986 con un record di 10-1, inclusa una striscia di nove vittorie consecutive. Nella settimana 3 contro Miami, i Jets vinsero per 51-45 ai tempi supplementari con Ken O'Brien e Dan Marino che passarono complessivamente 884 yard, un record NFL resistito fino al 2011. Tormentati dagli infortuni, i Jets persero tutte le ultime cinque partite della stagione regolare ma raggiunsero comunque i playoff. Nel turno delle wild card contro i Kansas City Chiefs, sostituirono O'Brien con Pat Ryan e vinsero 35-15. La vittoria qualificò i Jets per il divisional round in trasferta contro i Cleveland Browns. New York si portà in vantaggio per 20-10 e sembrò fermare un drive di Cleveland nel finale di partita, finché a Mark Gastineau fu fischiata una penalità per eccessiva violenza sul quarterback, un colpo in ritardo su Bernie Kosar dei Browns che diede agli avversari un'altra opportunità. Cleveland riuscì a pareggiare la partita e, dopo due tempi supplementari, ebbe ragione dei Jets per 23-20. I Browns persero coi Denver Broncos (che i Jets avevano battuto in precedenza in stagione) nella finale della AFC e successivamente i Broncos furono sconfitti dai Giants nel Super Bowl XXI. Molti Jets erano che convinti che, se la loro squadra avesse avuto la possibilità di giocare contro i Giants, li avrebbe battuti. Secondo Eskenazi, i Giants "erano la squadra più debole di New York, tornata per la prima volta in finale dagli anni sessanta, mentre i Jets rimasero a chiedersi cosa sarebbe successo se avessero superato il turno".

## Ricerca del successo (1990-1996)
Dick Steinberg inizialmente desiderò assumere l'allenatore della Michigan State University George Perles come capo-allenatore dei Jets ma l'università rifiutò di svicolarlo dal suo contratto. Steinberg assunse perciò il coordinatore offensivo dei Cincinnati Bengals Bruce Coslet. Gli schemi offensivi di Coslet, descritti come "allo stato dell'arte" da Sports Illustrated, avevano contribuito a far raggiungere il Super Bowl XXIII, nella stagione 1988. Il pessimo record dei Jets nel 1989 diede loro la seconda scelta assoluta nel draft; la squadra scelse la stella di Penn State, il running back Blair Thomas, aspettandosi avrebbe avuto una solida carriera coi Jets. Questi invece disputò quattro stagioni poco produttive e segnate dagli infortuni, venendo svincolato prima della stagione 1994.
La prima stagione di Coslet si rivelò leggermente migliore dell'ultima di Walton: i Jets terminarono con un record di 6-10. Nel Draft NFL 1990 persero un'altra possibilità di scegliere un'altra futura stella nel ruolo di quarterback, Brett Favre. La squadra ebbe maggior successo nel 1991: sul record di 7-8 con una sola gara rimanente, necessitava di una vittoria su Miami per centrare i playoff. Il kicker di New York Raul Allegre (recentemente giunto per sostituire l'anziano kicker Pat Leahy, che calciava per i Jets sin dai tempi di Joe Namath) segnò il field goal che spedì la gara ai supplementari e poi ne calciò un altro con successo assicurando la vittoria. Fu la prima qualificazione ai playoff del 1986. Nel wild card game, un passaggio di Ken O'Brien nella end zone nei secondi finali fu intercettato e i Jets persero contro Houston per 17-10.
Dopo delle buone prestazioni del quarterback rookie Browning Nagle nella pre-stagione del 1992 in cui New York rimase imbattuta, Coslet lo promosse come titolare. Malgrado 366 yard lanciate nel debutto stagionale contro gli Atlanta Falcons, all'epoca la seconda prestazione di tutti i tempi per un quarterback al debutto assoluto, la squadra perse 20-17 e così fece anche nelle successive tre partite. Il wide receiver Al Toon si ritirò il 27 novembre 1992, dopo avere subito la sua nona commozione cerebrale. Due giorni dopo, il defensive end Dennis Byrd si scontrò con il compagno Scott Mersereau quando il quarterback dei Chiefs Dave Krieg si scansò prima di essere bloccato dai due giocatori. Mersereau riuscì ad uscire sulle proprie gambe e continuare la propria carriera con New York, ma Byrd subì una parziale paralisi. Ispirata dallo spirito positivo di Byard, New York viaggiò a Buffalo la settimana successiva e sconfisse i Bills, campioni in carica della AFC. I Jets terminarono la stagione con un record di 4-12.
Prima della stagione 1993, i Jets ottennero dai Bengals il quarterback Boomer Esiason, il quale aveva lavorato con Coslet a Cincinnati. Steinberg firmò la safety veterana Ronnie Lott per dare una scossa alla difesa. Fu l'ultima annata della carriera di O'Brien con la squadra e a fine stagione fu scambiato coi Green Bay Packers, mentre il running back Freeman McNeil si ritirò dopo dodici stagioni. I Jets subirono un tracollo a dicembre: persero quattro delle ultime cinque gare e terminarono con un bilancio di 8-8. Sarebbe bastata una vittoria nell'ultimo turno contro gli Oilers per centrare i playoff ma furono battuti dagli Oilers senza segnare alcun punto. A fine stagione, Steinberg licenziò Coslet e lo sostituì col coordinatore difensivo Pete Carroll.
La prima stagione di Carroll, quella del 1994, partì bene. Prima di una gara casalinga a novembre contro Miami, la squadra si trovava su un record di 6-5; una vittoria sui Dolphins li avrebbe portati in vetta alla AFC East. I Jets furono in vantaggio prima per 17-0 e poi per 24-6 ma Dan Marino e i Dolphins si riportarono sul 24-21 col possesso del pallone nel drive finale. Marino completò un passaggio nel territorio dei Jets con soli trenta secondi rimanenti. Con il tempo che andava esaurendosi, i Dolphins finsero che Marino stesse per gettare a terra il pallone, cosa che avrebbe fermato il cronometro. Invece, Marino completò un passaggio per Mark Ingram nella end zone che segnò il touchdown della vittoria. Fu la premessa di un altro collasso a dicembre: i Jets non vinsero più per tutta la stagione. Prima dell'ultima gara della stagione, i Jets annunciarono che Steinberg aveva un cancro allo stomaco; morì il settembre successivo. La squadra licenziò Carroll, che anni dopo avrebbe portato i Seattle Seahawks alla vittoria del Super Bowl, e lo sostituì con l'ex allenatore dei Philadelphia Eagles Rich Kotite. Hess nominò anche Kotite come general manager.
Nella conferenza stampa che annunciò l'assunzione di Kotite, Hess disse ai media: "Ho ottant'anni, voglio risultati ora." Ad ogni modo, la prima gara di Kotite fu un campanello d'allarme, una sconfitta 52-14 contro i Dolphins. Un mese dopo persero contro gli Oakland Raiders 47-10 nell'unica apparizione nella televisione nazionale dei Jets quell'anno. La squadra sconfisse i Seattle Seahawks la domenica successiva al Giorno del Ringraziamento, dopo un discorso motivante di Hess, ma si trovò ancora nei guai a dicembre, perdendo tutte le partite e terminando con un record di 3-13. Nel 1996 i Jets acquisirono il quarterback veterano Neil O'Donnell, che aveva appena portato Pittsburgh a un'apparizione al Super Bowl XXX, per guidare l'attacco. I Jets, per la prima volta dalla fusione tra le due leghe, erano in possesso della prima scelta assoluta nel draft, con cui selezionarono il wide receiver Keyshawn Johnson. O'Donnell subì diversi infortuni e i Jets ebbero la peggiore stagione della storia della franchigia. Persero le prime otto partite, batterono in trasferta gli Arizona Cardinals dopo di che persero tutte le rimanenti sette gare. Due giorni prima dell'ultima gara della stagione, il 20 dicembre 1996, Kotite annunciò le proprie dimissioni alla fine della stagione. Dopo l'ultima partita, una sconfitta 31-28 contro i Dolphins, Kotite fu colpito da un bicchiere pieno di birra; un altro tifoso (meno di 22.000 assistettero alla gara; quasi 56.000 abbonati non si presentarono) recava un cartello con la scritta "La fine di un errore".

## Ritorno alla rispettabilità (1997–presente)

### L'era di Bill Parcells
Hess e il presidente della squadra Gutman si trovarono d'accordo sul cercare un nome di altissimo profilo come nuovo allenatore, Bill Parcells dei Patriots, che aveva vinto due Super Bowl coi Giants e ne aveva raggiunto un altro con New England. Parcells riteneva di poter invalidare il suo contratto e di cercare una nuova posizione ovunque volesse; il proprietario di New England Robert Kraft invece riteneva che alla sua squadra spettasse una compensazione. Il commissioner della NFL Paul Tagliabue deliberò in favore di New England e questa chiese ai Jets di darle la prima scelta assoluta nell'imminente draft. I Jets risposero assumendo il discepolo di Parcells, Bill Belichick, come capo-allenatore; Parcells avrebbe lavorato come "consulente" nel 1997 e come capo-allenatore a partire dal 1998. I Patriots lo interpretarono come un sotterfugio e Tagliabue si occupò di mediare la questione. Liberò Parcells dai Patriots e i Jets diedero a New England quattro scelte del draft, inclusa quella del primo giro del 1999. I Jets posero fine al regno di sei giorni di Belichick (che rimase come assistente allenatore e coordinatore difensivo) e assunsero Parcells come capo-allenatore.
L'era Parcells iniziò con una vittoria per 41-3 su Seattle. La squadra si trovò su un record di 9-6 prima di affrontare l'ultima partita contro i Lions, contro i quali necessitava di una vittoria per raggiungere i playoff. Parcells, che non aveva mai avuto piena fiducia in O'Donnell, lo mise in panchina in favore di Ray Lucas dopo un intercetto subito da O'Donnell a inizio gara. Anche Lucas fu inefficace, però, e New York perse 13-10. Le otto partite vinte in più dell'anno precedente e la reputazione da vincente di Parcells portarono grandi aspettative per il 1998. La squadra annunciò che avrebbe adottato una versione modificata del logo dei Jets del periodo 1963-1977 all'inizio della stagione 1998.

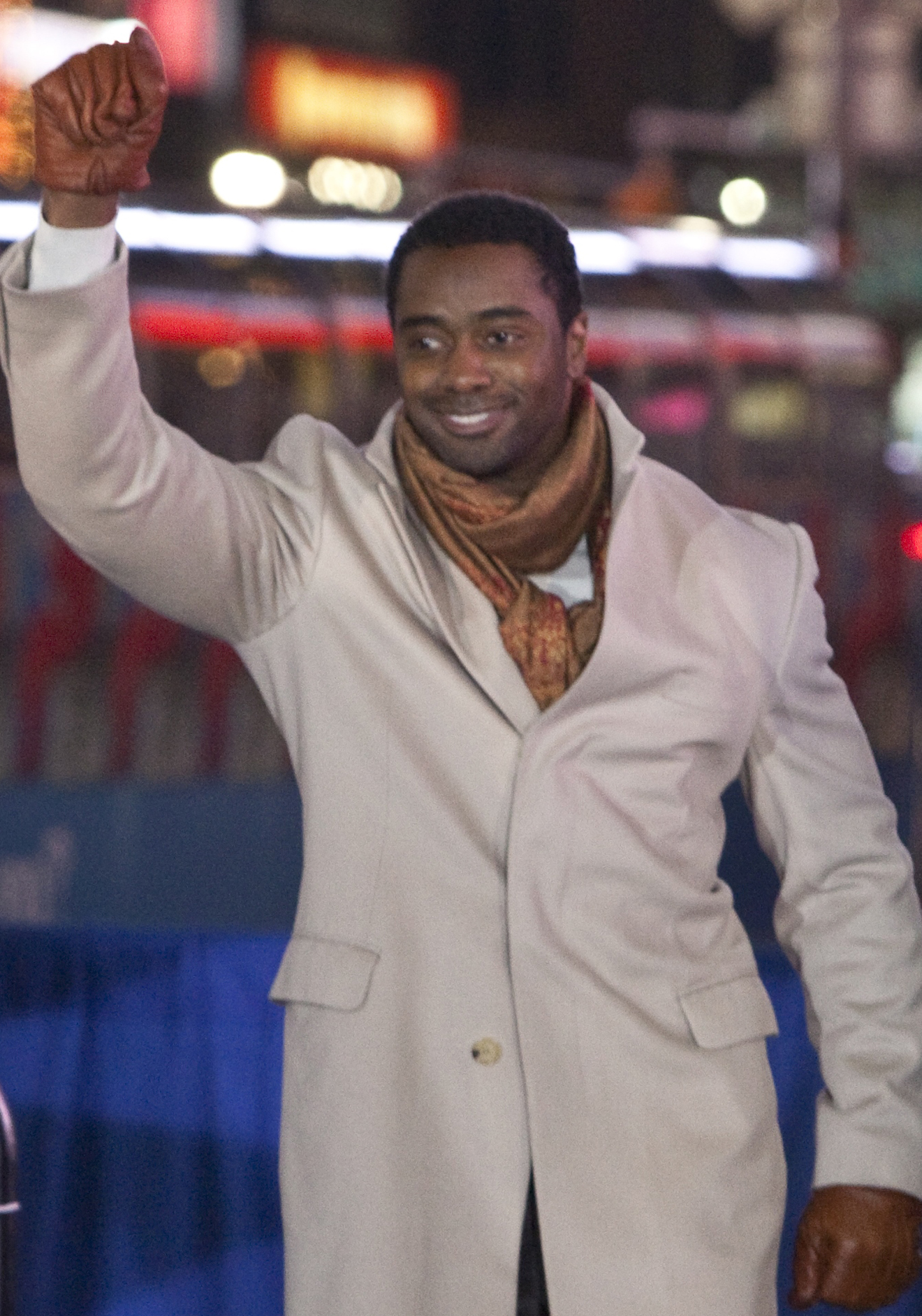
Curtis Martin è il leader di tutti i tempi della squadra per yard corse in carriera.

Parcells firmò il running back dei Patriots Curtis Martin come restricted free agent, cedendo in cambio una scelta del primo e del terzo giro. Acquisì anche il quarterback dei Baltimore Ravens Vinny Testaverde come free agent, svincolando O'Donnell dalla squadra. Dopo avere perso le prime due partite, New York ne vinse sei delle successive sette. Nelle rimanenti partire perse una sola volta, vincendo il suo primo titolo di division nella NFL, battendo i Bills il 19 dicembre 1998. Fu stabilito un nuovo primato di franchigia di vittorie battendo i Patriots nell'ultima gara della stagione. La squadra terminò con un record di 12-4 e grazie al secondo posto nel tabellone della AFC, ebbe la possibilità di accedere direttamente al secondo turno dei playoff. Lì si scontrò con i Jacksonville Jaguars nella prima gara di playoff casalinga dal 1986. New York batté i Jaguars 34-24 e incontrò i Broncos, il club col miglior record della conference, nella finale della AFC. Anche se i Jets erano in vantaggio per 10-0 nel terzo quarto, i Broncos, guidati da un John Elway, all'ultima gara in carriera in casa, rimontarono e batterono i biancoverdi per 23-10.
Grandi speranze furono riposte nella stagione 1999 ma queste subirono un duro colpo quando, nella prima gara dell'anno, Testaverde si ruppe il tendine d'Achille e rimase fuori per tutto il resto dell'annata. La compagine newyorkese subì altri infortuni e scese a un record di 2-6 prima di riprendersi e terminare sull'8-8. Due giorni dopo la fine della stagione, Parcells annunciò le sue dimissioni come allenatore; rimase con la squadra un altro anno come capo delle operazioni del football. Belichick era stato assunto come sostituto di Parcells ma, un giorno dopo, annunciò le sue dimissioni. Robert Kraft aveva dato la parola a Belichick tramite intermediari che gli avrebbe concesso il completo controllo delle operazioni del football e un salario di due milioni di dollari se fosse uscito dal suo contratto coi Jets. Dopo che una causa legale fallì nell'annullare il contratto di Belichick e Tagliabue rifiutò di svincolarlo, Jets e Patriots acconsentirono a una compensazione tramite scelte del draft per i Jets.
In conseguenza della morte di Leon Hess nel maggio 1999, la squadra fu messa in vendita nel gennaio 2000. In un'asta tra Charles F. Dolan e Woody Johnson, quest'ultimo emerse vincitore e acquistò la franchigia per 635 milioni di dollari. Johnson espresse il suo interesse per un ritorno di Parcells come capo-allenatore; la squadra promosse l'allenatore dei linebacker Al Groh quando Parcells rifiutò.
Nell'aprile 2000, New York scambiò il wide receiver Keyshawn Johnson, una delle migliori armi offensive della stagione 1998, coi Tampa Bay Buccaneers per una scelta del primo giro. Johnson intendeva rinegoziare il contratto e minacciava di scioperare. Avendo acquisito una scelta da New England come compensazione per l'affare Belichick e con la loro scelta, i Jets ne ebbero un totale di quattro nel primo giro. Con esse selezionarono il quarterback Chad Pennington, i defensive lineman John Abraham e Shaun Ellis e il tight end Anthony Becht, i quali si rivelarono tutti giocatori chiave per le loro stagioni da playoff degli anni duemila. Per la prima volta, i Jets vinsero le loro prime quattro partite, compresa una su Johnson e i Buccaneers. Si portarono sul record di 6-1 dopo il "Monday Night Miracle", la più grande rimonta nella storia del Monday Night Football: i Jets rimontarono da uno svantaggio di 30-7 nel quarto periodo sui Dolphins, andando a vincere 40-37 nei tempi supplementari. In seguito a ciò però, la squadra ebbe un record parziale di 3-6 e con un 9-7 finale rimase fuori dai playoff.
Dopo avere trascorso meno di un anno con la squadra, Groh si dimise per accettare il lavoro di allenatore alla sua alma mater, la University of Virginia. Parcells si dimise dalla sua posizione nella dirigenza, venendo sostituito dal dirigente dei Chiefs dietro sua raccomandazione.

### Gli anni con Herman Edwards
Il 18 gennaio 2001, i Jets annunciarono che Herman Edwards sarebbe stato il nuovo capo-allenatore. Edwards, un ex defensive back, non aveva mai allenato a nessun livello. Fu il primo allenatore afroamericano della storia dei Jets. Nel suo debutto fu sconfitto, due giorni prima degli attacchi dell'11 settembre. Dopo quell'evento, la NFL dovette decidere se giocare o meno la domenica successiva. Testaverde e i Jets si espressero per il non scendere in campo. La lega infine decise di spostare le gare di quel weekend alla fine della stagione regolare. New York necessitava una vittoria in quella partita ad Oakland contro i Raiders per raggiungere i playoff e John Hall nell'ultimo minuto segnò un field goal da 54 yard che fissò il risultato sul 24-22 finale. Edwards fu il primo allenatore a guidare la sua squadra ai playoff nel suo primo anno. Nei playoff, i Jets giocarono ancora ad Oakland ma non riuscirono a fermare il gioco sui passaggi dei Raiders e persero 38-24.
I Jets iniziarono la stagione 2002 perdendo quattro delle prime cinque gare ma poi ne vinsero sei consecutivamente. Nell'ultima gara stagionale, la squadra batté i Packers dopo una vittoria di New England sui Miami. Questo diede ai Jets un record di 9-7 e il loro secondo titolo di division dopo la fusione, centrando i playoff. Chad Pennington giocò una grande gara contro i Packers e terminò col miglior passer rating della lega. I Jets iniziarono i playoff in casa contro gli Indianapolis Colts, battendoli con un sonoro 41-0. Poi si spostarono a giocare contro i Raiders, da cui furono ancora una volta battuti ad Oakland per 30-10. A fine anno, il club perse diversi giocatori chiave che firmarono come free agent per altri club. Quattro passarono ai Washington Redskins, il kicker Hall, il wide receiver Laveranues Coles, il kick returner Chad Morton e l'offensive lineman Randy Thomas. Durante una gara di pre-stagione contro i Giants, Pennington subì un serio infortunio che richiese un'operazione chirurgica. L'anziano Testaverde tornò titolare ma portò la squadra solo a un record di 2-6 nella prima metà dell'anno. Nella seconda i Jets ebbero un parziale di 4-4, terminando con un bilancio di 6-10.

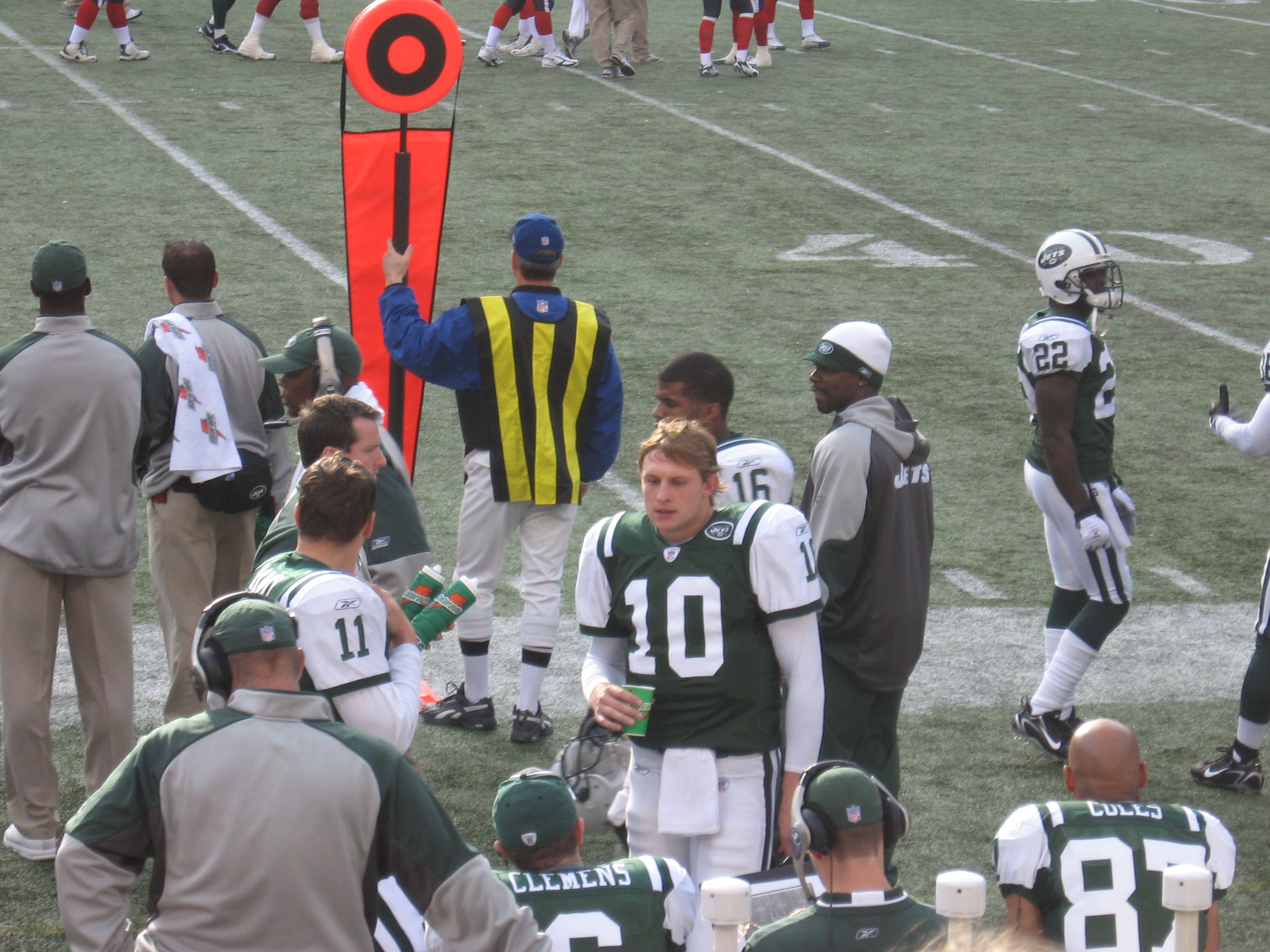
Chad Pennington parla con i compagni di squadra durante una gara della stagione contro gli Houston Texans.

Malgrado la stagione negativa del 2003, Johnson confermò Edwards come capo-allenatore, estendendo il suo contratto fino al 2007. Con un Pennington di nuovo in salute, i Jets iniziarono per la prima volta con un record di 5-0 ma poi persero due delle successive tre gare. Nel secondo incontro dell'anno contro i Bills, Pennington subì una lesione alla cuffia dei rotatori che gli fece perdere tre partite. Il quarterback fece ritorno nella netta vittoria per 29-7 sugli Houston Texans. La squadra faticò nel finale della stagione regolare, vincendo solamente una delle ultime quattro sfide. Nonostante ciò, si qualificò per i playoff. La squadra disputò il primo turno a San Diego contro i Chargers, che superò a sorpresa per 23-20 con un field goal di Doug Brien nei tempi supplementari. La vittoria qualificò New York al divisional round dove affrontò i Pittsburgh Steelers che avevano concluso la stagione regolare sul record di 15-1. I Jets portarono ancora gli avversari ai supplementari ma questa volta Brien sbagliò il field goal della potenziale vittoria. Il kicker di Pittsburgh Jeff Reed invece si dimostrò più preciso e gli Steelers vinsero 20-17.
Nella settimana 3 della stagione 2005, sia Pennington che la sua riserva Jay Fiedler si infortunarono contro i Jaguars. Con entrambi costretti a rimanere fuori dai giochi per tutto il resto dell'anno, fu il terzo quarterback Brooks Bollinger a partire come titolare; il quarantunenne Testaverde fu richiamato dal ritiro per fungere da riserva. Bollinger giocò male nella sconfitta della settimana 4 così Testaverde divenne il titolare. Testaverde ebbe poco successo e Bollinger non fece meglio quando tornò in campo. Il running back Curtis Martin decise di operarsi in artroscopia al ginocchio quando mancavano ancora quattro gare al termine della stagione, che si concluse con un bilancio di 4-12.

### Eric Mangini: iniziali successi e licenziamento finale
Il 6 gennaio 2006, Herman Edwards si dimise da capo-allenatore per accettare lo stesso ruolo a Kansas City. I Jets ricevettero una scelta del quarto giro come compensazione per la perdita di Edwards, che era ancora sotto contratto con la squadra. Il 17 gennaio, fu assunto l'ex coordinatore offensivo dei Patriots Eric Mangini. Tre settimane dopo, il general manager Terry Bradway si fece da parte in favore del suo assistente, Mike Tannenbaum. Anche se Pennington tornò come quarterback titolare, vinsero solo la metà delle prime otto partite. Iniziarono la seconda parte della stagione con una vittoria sui New England a Foxboro e persero solamente due altre partite, terminando con un record di 10-6 e la qualificazione ai playoff. Nel turno delle wild card, i Jets tornarono a Foxboro ma questa volta furono sconfitti dai Patriots 37-16. Per il suo successo nell'aver condotto i Jets ai playoff, Mangini ricevette il soprannome di "Mangenius" e recitò un cameo nella serie "I Soprano".

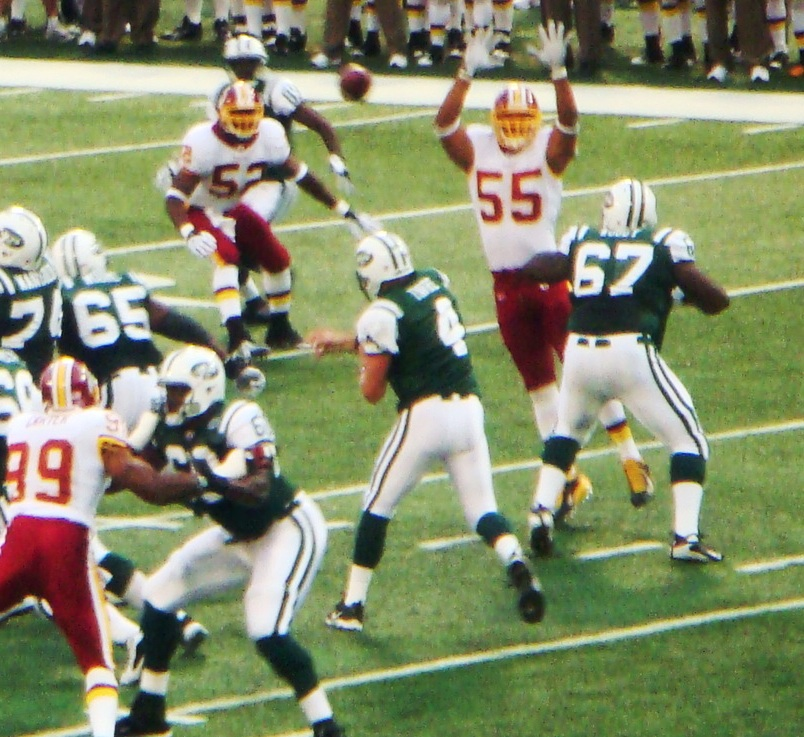
Brett Favre nella pre-stagione 2008 contro i Washington Redskins.

Dopo il successo di Mangini nella sua prima stagione, New York covava la speranza di ulteriori miglioramenti. Dopo la sconfitta nella prima giornata contro New England, i Jets accusarono i Patriots di videoregistrare i loro segnali. Il commissioner Roger Goodell multò i Patriots e Bill Belichick, togliendo a New England la scelta del primo giro nel Draft NFL 2008. Dopo una difficile partenza con un record di 1-7, i Jets spostarono in panchina Pennington in favore della riserva Kellen Clemens. La squadra vinse solamente tre partite nel resto della stagione e concluse con un bilancio di 4-12. I Jets furono ancora oscurati dai Giants che vinsero il loro terzo Super Bowl superando i precedentemente imbattuti Patriots.
Dopo la stagione 2007, il quarterback dei Green Bay Packers Brett Favre si era ritirato. Nei mesi seguenti espresse il suo desiderio di fare ritorno ma scoprì che i Packers avevano ormai affidato il ruolo di titolare ad Aaron Rodgers. Le susseguenti voci di uno scambio furono la storia principale prima dell'inizio della stagione 2008 e i Jets finirono per vincere l'asta e aggiudicarsi le prestazioni di Favre. Con l'arrivo di Favre, i Jets svincolarono Pennington, che firmò con i Dolphins. Malgrado un buon inizio, i Jets si sfaldarono a dicembre dopo che Favre si lacerò la cuffia del rotatore — lanciò cinque intercetti nell'arco di tre gare. L'ultima gara della stagione fu in casa contro i Dolphins, guidati da Pennington. Miami vinse e conquistò la division, lasciando i Jets su un record di 9-7 Jets fuori dai playoff.
Il 29 dicembre 2008 Mangini fu licenziato dopo tre stagioni in cui ebbe un record complessivo di 23-25. Favre si ritirò di nuovo brevemente dal football l'11 febbraio 2009. Mangini, dal canto suo, fu assunto dai Cleveland Browns come capo-allenatore.

### L'era di Rex Ryan

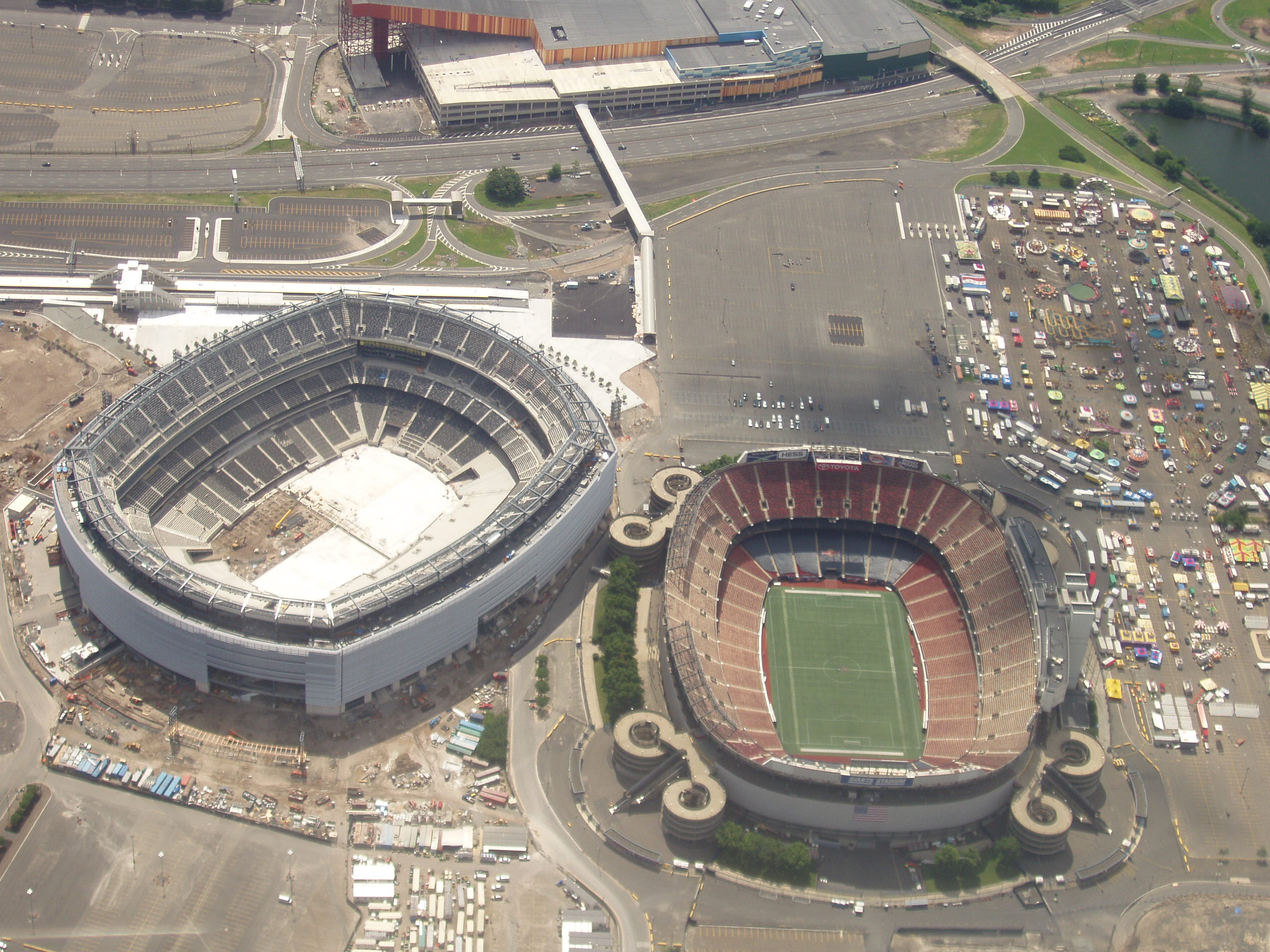
Il MetLife Stadium in costruzione (a sinistra) accanto al Giants Stadium, luglio 2009

Dopo l'addio di Mangini, New York cercò di convincere l'ex allenatore dei Pittsburgh Steelers Bill Cowher a uscire dal pensionamento, suggerendo che Cowher potesse avere anche il completo contro delle operazioni del football. Questi tuttavia rifiutò l'offerta. Il 20 gennaio 2009, i Jets offrirono il ruolo al coordinatore dei Baltimore Ravens Rex Ryan, che accettò. Tannenbaum il giorno del draft organizzò uno scambio di scelte con Cleveland che consentì a New York di salire alla quinta posizione e scegliere il pubblicizzato quarterback da USC Mark Sanchez.
New York vinse le prime tre gare del 2009, compresa la prima vittoria casalinga sui Patriots dal 2000 ma ne perse sei delle successive sette. La squadra recuperò portandosi su un record di 7-6 ma poi perse con gli Atlanta Falcons il 20 dicembre, una sconfitta che fece affermare a Ryan che i Jets "erano ovviamente fuori dai playoff". La settimana successiva New York affrontò gli Indianapolis Colts, che avevano vinto tutte le 14 gare sino a quel momento disputate. I Colts tolsero molti titolari nel secondo tempo quando si trovavano in vantaggio per 15-0; i Jets però rimontarono e vinsero la sfida. Ai biancoverdi serviva una vittoria nell'ultima gara della stagione, cosa che avvenne contro i Bengals (che si erano già assicurati un posto nei playoff e fecero giocare pochi titolari) nell'ultima gara di sempre al Giants Stadium.

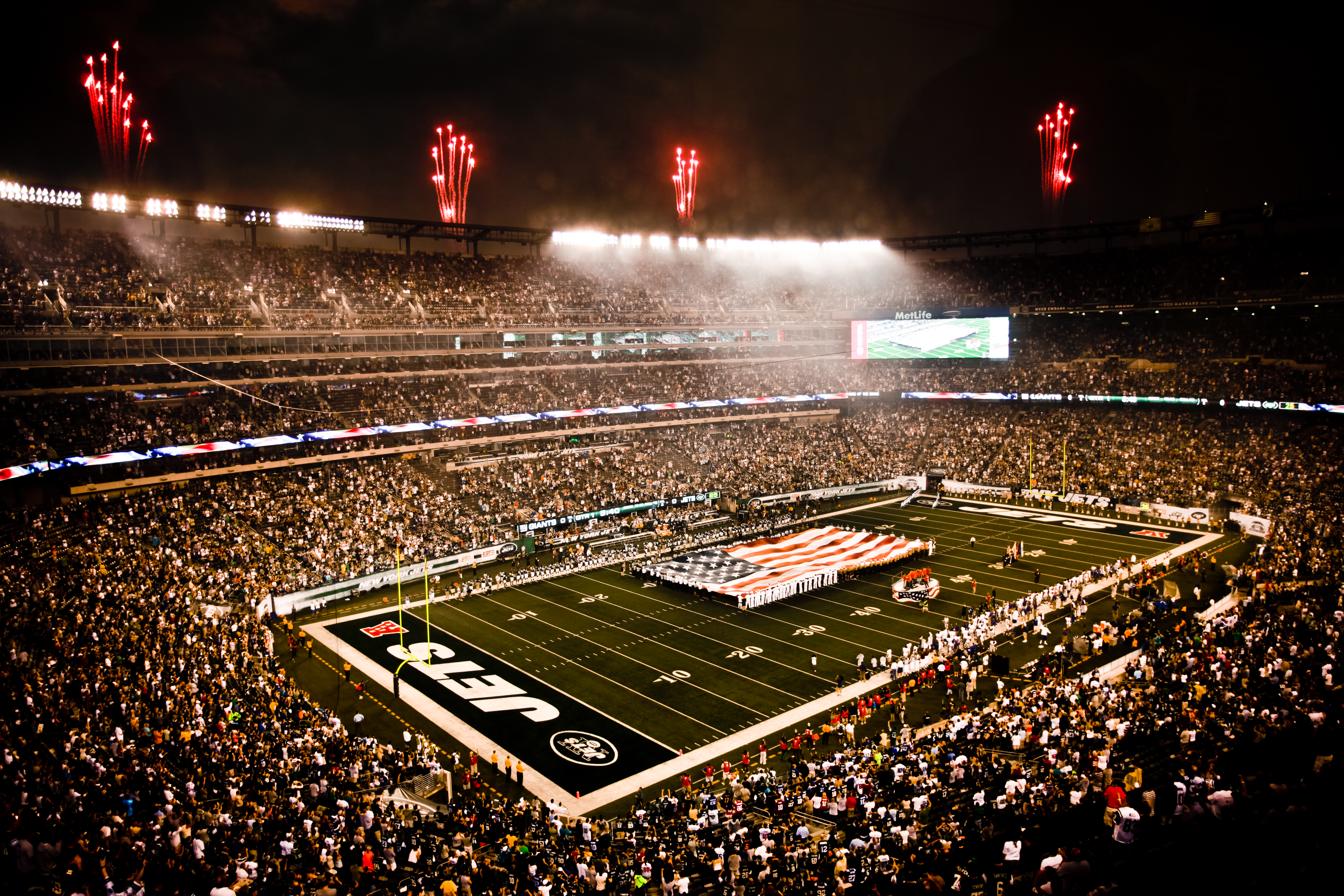
Il MetLife Stadium, casa dei Jets, 2010–presente

La settimana successiva, la squadra se la vide di nuovo contro i Bengals nei playoff, questa volta al Paul Brown Stadium, e si assicurò una vittoria per 24-14. Questa qualificò i Jets per giocare contro i Chargers, che venivano da undici vittorie consecutive, a San Diego nel divisional round. Le solide prestazioni di Sanchez, del running back Shonn Greene e della difesa dei Jets consentirono alla squadra di uscire vincitrice per 17-14. New York si scontrò di nuovo coi Colts, in possesso del miglior record della conference, nella finale della AFC e, dopo breve tempo, si portò in vantaggio per 17-6. Nel secondo tempo la squadra ebbe poca fortuna e i Colts andarono al Super Bowl con la vittoria per 30-17.
I Jets avevano sperato di trasferirsi in quello che avrebbe dovuto chiamarsi West Side Stadium, a Manhattan, dopo la fine dei loro 25 anni di affitto del Giants Stadium. Nel 2005 divenne chiaro che la autorità di New York non avrebbero permesso la costruzione dello stadio. Dopo questo fallimento, i Jets e i Giants entrarono in una joint venture per costruire uno stadio da 1,6 miliardi di dollari accanto al Giants Stadium, che fu demolito dopo la sua costruzione. La nuova casa dei Jets, il MetLife Stadium, fu aperta al pubblico nell'aprile 2010. La costruzione dello stadio impiegò 34 mesi ed ebbe una capacità di 82.500 posti. I Jets ospitarono i Giants nella prima gara di pre-stagione il 16 agosto 2010.

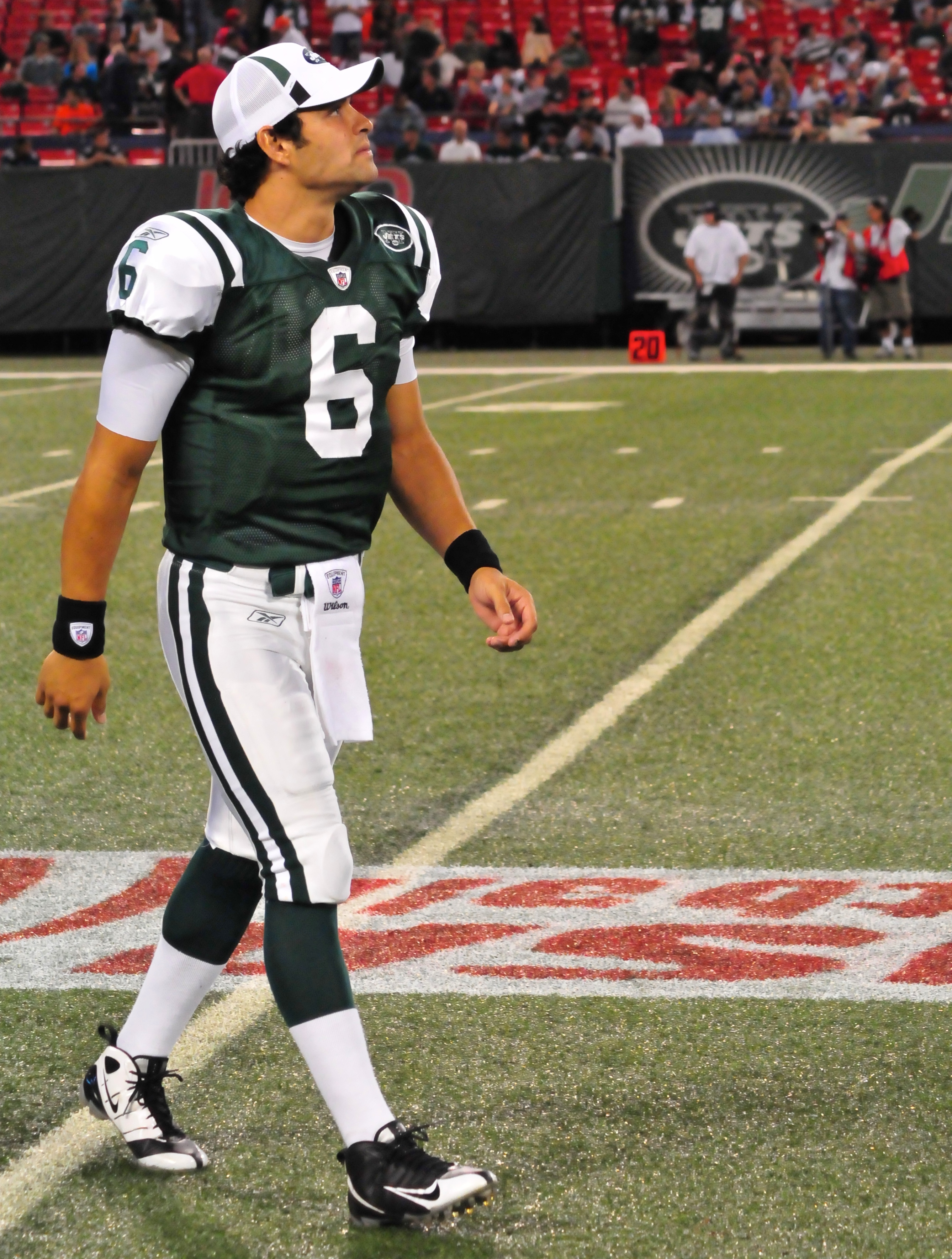
Il quarterback Mark Sanchez portò la squadra a due finali della AFC consecutive.

La prima gara casalinga nel nuovo stadio si tenne il 13 settembre 2010 e fu un Monday Night Football in diretta nazionale. New York fu superata dai Ravens per 10-9, ma in seguito si portò su un record di 9-2, alla pari in testa alla division con i Patriots (che in precedenza avevano battuto New York) prima di una gara del Monday Night a Foxboro contro New England. Vi erano grandi aspettative per una vittoria dei Jets ma questi furono sconfitti sonoramente per 45-3. Il club si riprese e si qualificò ai playoff con l'ultimo posto disponibile nel tabellone della AFC. Nel turno delle wild card, batté Indianapolis, 17-16, qualificandosi per una rivincita contro New England. I Jets sorpresero i Patriots, 28-21, arrivando di nuovo alla finale della AFC, questa volta contro Pittsburgh. New York passò in svantaggio per 24-0 e tentò di rimontare nel secondo tempo, ma furono gli Steelers ad avere la meglio per 24-19. Nel 2011, Ryan promise un'apparizione al Super Bowl. I Jets affrontarono i Giants nella penultima gara della stagione, con entrambe le franchigie che si giocavano un posto nei playoff. I Jets furono sconfitti dai rivali cittadini e la settimana successiva dai Dolphins, terminando con un record di 8-8 e rimanendo fuori dai playoff, mentre i Giants iniziarono una striscia vincente che culminò nella vittoria del Super Bowl XLVI, di nuovo contro i Patriots.
Sanchez nel 2011 non giocò bene come nelle due precedenti stagioni. Nel marzo 2012 il quarterback dei Colts Peyton Manning firmò con Denver, rendendo l'altro quarterback Tim Tebow cedibile. Tebow aveva attratto una considerevole quantità di attenzione pubblica nel 2011 guidando i Broncos a un'insperata qualificazione ai playoff. Il 21 marzo 2012, i Jets acquisirono Tebow dai Broncos in uno scambio che coinvolse basse scelte del draft. Malgrado una controversia su chi dovesse essere il titolare che durò per tutta la stagione e un cattivo 2012 di Sanchez (con il punto più basso raggiunto nell'episodio del cosiddetto Butt Fumble), Tebow fu utilizzato sporadicamente. Il terzo quarterback Greg McElroy partì come titolare a fine anno ma non giocò bene e i Jets scesero a un record di 6-10, la prima stagione con un bilancio negativo dell'era Ryan. Il 31 dicembre 2012, i Jets licenziarono Tannenbaum ma annunciarono altresì che Ryan sarebbe rimasto come loro capo-allenatore. I Jets ufficializzarono la firma del vicepresidente delle operazioni del football Seahawks John Idzik come general manager il 18 gennaio 2013. Il 29 aprile, poco dopo avere scelto il quarterback da West Virginia Geno Smith nel secondo giro del Draft NFL 2013, Tebow fu svincolato.
La controversia su chi dovesse essere il quarterback titolare tra Smith e Sanchez si spense quando il secondo si infortunò nella pre-stagione 2013; la conseguente operazione chirurgica lo tenne fuori gioco per il resto della stagione. I Jets furono inconsistenti sotto la guida di Smith, terminando con un record di 8-8, anche se eliminarono i Dolphins dalla corsa ai playoff nell'ultima gara della stagione. Al termine della partita, Johnson annunciò che Ryan avrebbe fatto ritorno per la stagione 2014. Il contratto di Rex sarebbe dovuto scadere dopo il 2014 ma gli venne rinnovato con un'estensione pluriennale il 16 gennaio di quell'anno. Il 21 marzo 2014, i Jets svincolarono Mark Sanchez e contemporaneamente si assicurarono il quarterback Michael Vick con un contratto annuale del valore di 5 milioni di dollari. Nel 2014, i Jets conclusero con un record di 4–12, ultimi nel gioco sui passaggi fino alla vittoria nella gara finale contro i Dolphins. Sia Idzik che Ryan furono licenziati il 29 dicembre 2014, il giorno dopo il termine della stagione.

### L'era di Todd Bowles

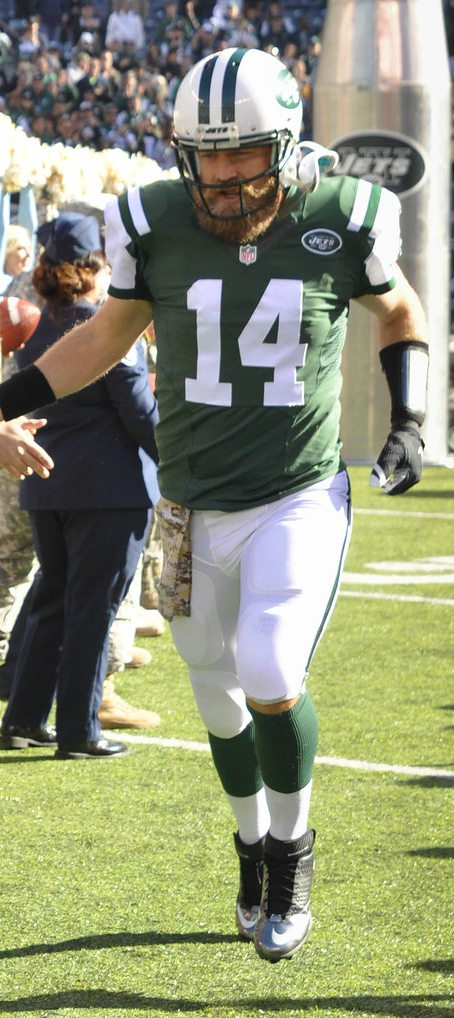
Il quarterback Ryan Fitzpatrick

Il 13 gennaio 2015, i Jets annunciarono l'assunzione di Mike Maccagnan, direttore degli osservatori degli Houston Texans, come general manager. Il giorno successivo, il coordinatore difensivo degli Arizona Cardinals Todd Bowles fu nominato nuovo capo-allenatore.
Tra i nuovi arrivi, vi furono un nuovo quarterback, il veterano Ryan Fitzpatrick, il ricevitore All-Pro Brandon Marshall e il ritorno di Darrelle Revis. Durante una lite con un compagno di squadra avvenuta nello spogliatoio, Geno Smith si ruppe la mandibola, venendo così costretto a cedere il posto da titolare a Fitzpatrick per le prime partite. Grazie alle sue buone prestazioni, tuttavia, Fitzpatrick rimase il partente per tutta la stagione. Con una serie di cinque vittorie consecutive, di cui un paio ottenute nei tempi supplementari, i Jets si portarono su un record di 10-5, avendo la possibilità di assicurarsi l'accesso ai playoff battendo nell'ultima partita i Buffalo Bills, la nuova squadra di Rex Ryan, già matematicamente eliminata dalla corsa alla post-season. I Jets invece persero la partita 22-17, commettendo diversi errori tra cui un punt svirgolato e un intercetto subito nella red zone. La contemporanea vittoria degli Steelers sui Browns pose fine alla loro stagione. Fitzpatrick chiuse l'annata stabilendo un nuovo record stagionale di franchigia con 31 passaggi da touchdown, mentre Marshall stabilì quelli per ricezioni e touchdown ricevuti (14, leader della lega a pari merito).
La stagione 2016 partì con alte aspettative ma una rissa nello spogliatoio nella settimana 3, giocate incostanti di parte di Fitzpatrick e degli altri due quarterback che partirono come titolari durante l'anno e infortuni a giocatori chiave portarono a un record di 5–11. Vi furono speculazioni sui possibili licenziamenti di Bowles e Maccagnan ma i Jets confermarono la loro permanenza dopo la vittoria contro i Bills nell'ultimo turno. Nel 2017 ci si attendeva che i Jets fossero una delle peggiori squadre della lega ma superarono leggermente tali aspettative terminando con un record di 5–11, con il veterano Josh McCown che fu il quarterback titolare per la maggior parte dell'annata.
In possesso della terza scelta assoluta nel Draft NFL 2018, i Jets chiamarono il quarterback Sam Darnold da USC. La stagione terminò però con un record di 4-12 e Bowles fu licenziato.

### Gli anni di Adam Gase

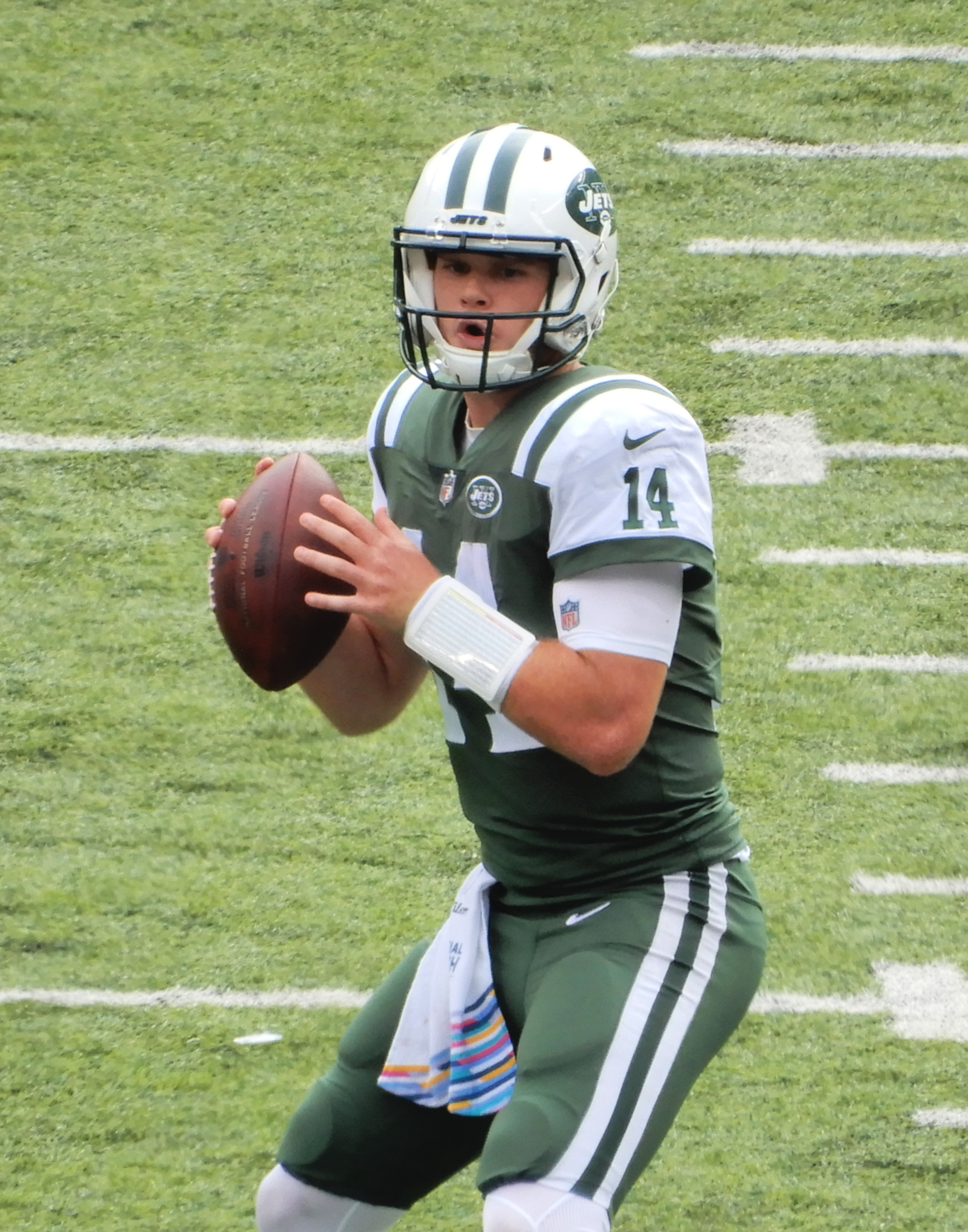
Il quarterback Sam Darnold, terza scelta assoluta del Draft 2018, durò solo tre stagioni ai Jets, prima di venire scambiato

L’11 gennaio 2019, il giorno prima dell’anniversario della vittoria dell’unico Super Bowl, i Jets annunciarono l’ex allenatore dei Dolphins Adam Gase come sostituto di Bowles. Quando si aprì il mercato dei free agent, i Jets firmarono giocatori come Le'Veon Bell e C.J. Mosley spendendo oltre 100 milioni di dollari.
Per la stagione 2019, i Jets annunciarono delle nuove uniformi, simili a quelle indossate negli anni ottanta. La stagione iniziò con un record di 1-4, con Darnold che contrasse la mononucleosi. Nella seconda parte della stagione ebbero un record di 6-2, terminando sul 7–9; Bell non corse 100 in alcuna partita.
La stagione successive vide la safety titolare Jamal Adams chiedere di essere scambiato, venendo accontentato con i Seattle Seahawks. Dopo avere perso tutte le prime cinque gare, Bell fu svincolato. I Jets rimasero senza vittorie sino alla settimana 14, quando batterono i Los Angeles Rams. L’annata si chiuse con un bilancio di 2-14, il secondo peggiore della NFL. Il 3 gennaio 2021 Gase fu licenziato.

### L'assunzione di Robert Saleh
Il 14 gennaio 2021 i Jets annunciarono l’assunzione del coordinatore difensivo dei San Francisco 49ers Robert Saleh come nuovo capo-allenatore. Sam Darnold fu scambiato con i Carolina Panthers mentre come secondo assoluto nel draft fu scelto il quarterback Zach Wilson dalla Brigham Young University. Wilson ebbe una stagione da rookie inconsistente nel 2021 e i Jets conclusero con un record di 4–13 con il nuovo calendario allargato a 17 partite. New York chiuse al quarto posto della division, cinque gare dietro ai Dolphins al terzo posto e non vinse alcuna gara all’interno della division per il secondo anno consecutivo.
Il giornalista sportivo Eskenazi, nella sua storia dei Jets, scrisse: